# NBA Summer League 2015
Navigation
2014 2016
La NBA Summer League 2015 se composait de trois ligues de basket-ball professionnelles organisées par la National Basketball Association (NBA) : l’Orlando Pro Summer League, l'Utah Jazz Summer League et Las Vegas Summer League.
Dix équipes ont participé à l'Orlando Pro Summer League d’une semaine au Amway Center d’Orlando, en Floride, du 4 au 10 juillet 2015. Les Grizzlies de Memphis ont remporté l'Orlando Pro Summer League contre le Magic d'Orlando White, 75-73, sur un buzzer beater de Russ Smith en double prolongation. Aaron Gordon d'Orlando a été nommé meilleur joueur du tournoi.
L'Utah Jazz Summer League a été introduite pour la première fois en 2015, marquant la première Summer League à être joué dans l’Utah depuis la dernière édition de la Rocky Mountain Revue en 2008. Quatre équipes ont participé au tournoi du 6 au 9 juillet 2015. Aucun match à élimination n’a eu lieu, et il n’y a pas eu de champion nommé, mais le Jazz de l'Utah a eu le meilleur bilan des quatre équipes, car ils sont invaincus avec 3 victoires.
La NBA Summer League de Las Vegas est la compétition officielle de la NBA, avec un total de 23 équipes, plus une équipe Select de la NBA Development League. Au total, 67 matchs ont été disputés du 10 au 20 juillet 2015 dans deux lieux différents, le Thomas & Mack Center et le Cox Pavilion, tous deux situés à Paradise, au Nevada. Les Spurs de San Antonio ont remporté le championnat en battant les Suns de Phoenix, 93-90. Kyle Anderson a été nommé meilleur joueur du tournoi, avec Jonathon Simmons des Spurs étant meilleur joueur de la finale. Le championnat des Spurs a été historique, car ils ont été entraînés par Becky Hammon, la première entraîneuse adjointe à temps plein de la NBA.

## Orlando Pro Summer League
Chaque équipe a joué cinq matchs. Des points ont été attribués aux équipes pour déterminer le classement final. Le système de points fonctionne comme ceci : chaque match rapporte un total de huit points possibles : 4 points pour la victoire et 1 point par quart-temps remporté (dans le cas d’un quart-temps à égalité, chaque équipe recevra 0,5 point). 
En cas d’égalité au niveau du classement final, trois critères seront en place : 
- Différence de points
- Total des points autorisés
- Pile ou face

### Équipes
- Orlando Magic Blue (hôte)
- Orlando Magic White (hôte)
- Brooklyn Nets
- Charlotte Hornets
- Detroit Pistons
- Indiana Pacers
- Los Angeles Clippers
- Memphis Grizzlies
- Miami Heat
- Oklahoma City Thunder

### Matchs

#### Jour 1
| 4 juillet | Boxscore | Miami Heat 92, Indiana Pacers 76                   | Miami Heat 92, Indiana Pacers 76 | Miami Heat 92, Indiana Pacers 76                  |  | Amway Center, Orlando, Floride Arbitres : Steven Anderson, Isaac Barnett, Charles Rubia | NBA TV |
| 4 juillet | Boxscore | Score par quart-temps : 26–16, 17–20, 28–15, 21–25 |                                  |                                                   |  | Amway Center, Orlando, Floride Arbitres : Steven Anderson, Isaac Barnett, Charles Rubia | NBA TV |
| 4 juillet | Boxscore | Justise Winslow 15 James Ennis 7 James Ennis 5     | Points Rebonds Passes d.         | Myles Turner 20 Myles Turner 8 Mantas Kalnietis 8 |  | Amway Center, Orlando, Floride Arbitres : Steven Anderson, Isaac Barnett, Charles Rubia | NBA TV |

| 4 juillet | Boxscore | Detroit Pistons 76, Orlando Magic White 87                   | Detroit Pistons 76, Orlando Magic White 87 | Detroit Pistons 76, Orlando Magic White 87                   |  | Amway Center, Orlando, Floride Arbitres : Ben Taylor, Steven Perry, Phillip Moore | NBA TV |
| 4 juillet | Boxscore | Score par quart-temps : 17–19, 25–21, 19–24, 15–23           |                                            |                                                              |  | Amway Center, Orlando, Floride Arbitres : Ben Taylor, Steven Perry, Phillip Moore | NBA TV |
| 4 juillet | Boxscore | Adonis Thomas 17 David Wear 5 Dinwiddle, Berggren, Johnson 3 | Points Rebonds Passes d.                   | Keith Benson 20 Melvin Ejim, John Bohannon 7 Keith Appling 7 |  | Amway Center, Orlando, Floride Arbitres : Ben Taylor, Steven Perry, Phillip Moore | NBA TV |

| 4 juillet | Boxscore | Orlando Magic Blue 75, Los Angeles Clippers 74               | Orlando Magic Blue 75, Los Angeles Clippers 74 | Orlando Magic Blue 75, Los Angeles Clippers 74       | OT | Amway Center, Orlando, Floride Arbitres : Robert Felder, Brent Barnaky, Rusty Phillips | NBA TV |
| 4 juillet | Boxscore | Score par quart-temps : 23–13, 17–22, 13–19, 19–18, OT : 3–2 |                                                |                                                      | OT | Amway Center, Orlando, Floride Arbitres : Robert Felder, Brent Barnaky, Rusty Phillips | NBA TV |
| 4 juillet | Boxscore | Aaron Gordon 22 Aaron Gordon 18 Elfrid Payton 9              | Points Rebonds Passes d.                       | Branden Dawson 14 Branden Dawson 14 Diante Garrett 6 | OT | Amway Center, Orlando, Floride Arbitres : Robert Felder, Brent Barnaky, Rusty Phillips | NBA TV |

| 4 juillet | Boxscore | Charlotte Hornets 74, Oklahoma City Thunder 76         | Charlotte Hornets 74, Oklahoma City Thunder 76 | Charlotte Hornets 74, Oklahoma City Thunder 76    |  | Amway Center, Orlando, Floride Arbitres : Nate Green, Kevin Scott, Andy Nagy | NBA TV |
| 4 juillet | Boxscore | Score par quart-temps : 17–17, 17–21, 25–17, 15–21     |                                                |                                                   |  | Amway Center, Orlando, Floride Arbitres : Nate Green, Kevin Scott, Andy Nagy | NBA TV |
| 4 juillet | Boxscore | Frank Kaminsky 19 Frank Kaminsky 12 Jonathon Wallace 5 | Points Rebonds Passes d.                       | Frank Gaines 17 Mitch McGary 13 Semaj Christon 10 |  | Amway Center, Orlando, Floride Arbitres : Nate Green, Kevin Scott, Andy Nagy | NBA TV |

| 4 juillet | Boxscore | Memphis Grizzlies 81, Brooklyn Nets 73             | Memphis Grizzlies 81, Brooklyn Nets 73 | Memphis Grizzlies 81, Brooklyn Nets 73            |  | Amway Center, Orlando, Floride Arbitres : Tyler Ricks, Curtis Blair, Andy O'Brien | NBA TV |
| 4 juillet | Boxscore | Score par quart-temps : 22–15, 19–23, 26–14, 14–21 |                                        |                                                   |  | Amway Center, Orlando, Floride Arbitres : Tyler Ricks, Curtis Blair, Andy O'Brien | NBA TV |
| 4 juillet | Boxscore | Jordan Adams 20 Jarnell Stokes 7 Russ Smith 8      | Points Rebonds Passes d.               | Cory Jefferson 13 Cory Jefferson 8 Darius Adams 5 |  | Amway Center, Orlando, Floride Arbitres : Tyler Ricks, Curtis Blair, Andy O'Brien | NBA TV |

#### Jour 2
| 5 juillet | Boxscore | Los Angeles Clippers 69, Detroit Pistons 77        | Los Angeles Clippers 69, Detroit Pistons 77 | Los Angeles Clippers 69, Detroit Pistons 77              |  | Amway Center, Orlando, Floride Arbitres : Dedric Taylor, Isaac Barnett, Andy O'Brien | NBA TV |
| 5 juillet | Boxscore | Score par quart-temps : 14–26, 21–22, 13–16, 21–13 |                                             |                                                          |  | Amway Center, Orlando, Floride Arbitres : Dedric Taylor, Isaac Barnett, Andy O'Brien | NBA TV |
| 5 juillet | Boxscore | Nate Wolters 20 Liam McMorrow 9 Geron Johnson 5    | Points Rebonds Passes d.                    | Stanley Johnson 24 Stanley Johnson 9 Spencer Dinwiddie 6 |  | Amway Center, Orlando, Floride Arbitres : Dedric Taylor, Isaac Barnett, Andy O'Brien | NBA TV |

| 5 juillet | Boxscore | Memphis Grizzlies 79, Charlotte Hornets 75               | Memphis Grizzlies 79, Charlotte Hornets 75 | Memphis Grizzlies 79, Charlotte Hornets 75        |  | Amway Center, Orlando, Floride Arbitres : Steven Perry, Steven Anderson, Robert Felder | NBA TV |
| 5 juillet | Boxscore | Score par quart-temps : 22–22, 20–14, 22–11, 15–28       |                                            |                                                   |  | Amway Center, Orlando, Floride Arbitres : Steven Perry, Steven Anderson, Robert Felder | NBA TV |
| 5 juillet | Boxscore | Russ Smith 14 Jarnell Stokes, Okaro White 8 Russ Smith 7 | Points Rebonds Passes d.                   | Troy Daniels 21 Frank Kaminsky 8 Aaron Harrison 8 |  | Amway Center, Orlando, Floride Arbitres : Steven Perry, Steven Anderson, Robert Felder | NBA TV |

| 5 juillet | Boxscore | Brooklyn Nets 70, Miami Heat 71                    | Brooklyn Nets 70, Miami Heat 71 | Brooklyn Nets 70, Miami Heat 71                               |  | Amway Center, Orlando, Floride Arbitres : Andy Nagy, Curtis Blair, Jamal Spearman | NBA TV |
| 5 juillet | Boxscore | Score par quart-temps : 14–19, 20–22, 19–17, 17–13 |                                 |                                                               |  | Amway Center, Orlando, Floride Arbitres : Andy Nagy, Curtis Blair, Jamal Spearman | NBA TV |
| 5 juillet | Boxscore | Ryan Boatright 23 Cliff Alexander 8 Markel Brown 4 | Points Rebonds Passes d.        | Willie Reed 17 Willie Reed 9 Justise Winslow, Tyler Johnson 4 |  | Amway Center, Orlando, Floride Arbitres : Andy Nagy, Curtis Blair, Jamal Spearman | NBA TV |

#### Jour 3
| 6 juillet | Boxscore | Indiana Pacers 76, Orlando Magic White 85                       | Indiana Pacers 76, Orlando Magic White 85 | Indiana Pacers 76, Orlando Magic White 85                                   |  | Amway Center, Orlando, Floride Arbitres : Charles Rubia, Phillip Moore, Brent Barnaky | NBA TV |
| 6 juillet | Boxscore | Score par quart-temps : 19–14, 21–24, 21–19, 15–28              |                                           |                                                                             |  | Amway Center, Orlando, Floride Arbitres : Charles Rubia, Phillip Moore, Brent Barnaky | NBA TV |
| 6 juillet | Boxscore | Shayne Whittington 16 Myles Turner 9 Joe Young, Trent Lockett 4 | Points Rebonds Passes d.                  | Keith Appling, Chris Singleton 17 Melvin Ejim 7 Ejim, Singleton, Wilbekin 3 |  | Amway Center, Orlando, Floride Arbitres : Charles Rubia, Phillip Moore, Brent Barnaky | NBA TV |

| 6 juillet | Boxscore | Orlando Magic Blue 65, Oklahoma City Thunder 73              | Orlando Magic Blue 65, Oklahoma City Thunder 73 | Orlando Magic Blue 65, Oklahoma City Thunder 73 |  | Amway Center, Orlando, Floride Arbitres : Tyler Ricks, Kevin Scott, Dedric Taylor | NBA TV |
| 6 juillet | Boxscore | Score par quart-temps : 16–16, 12–16, 19–16, 18–25           |                                                 |                                                 |  | Amway Center, Orlando, Floride Arbitres : Tyler Ricks, Kevin Scott, Dedric Taylor | NBA TV |
| 6 juillet | Boxscore | Aaron Gordon 21 Aaron Gordon 10 Elfrid Payton, Peyton Siva 4 | Points Rebonds Passes d.                        | Mitch McGary 19 Talib Zanna 9 Semaj Christon 9  |  | Amway Center, Orlando, Floride Arbitres : Tyler Ricks, Kevin Scott, Dedric Taylor | NBA TV |

| 6 juillet | Boxscore | Detroit Pistons 73, Miami Heat 78                                       | Detroit Pistons 73, Miami Heat 78 | Detroit Pistons 73, Miami Heat 78               |  | Amway Center, Orlando, Floride Arbitres : Nate Green, Ben Taylor, Rusty Phillips | NBA TV |
| 6 juillet | Boxscore | Score par quart-temps : 22–23, 21–15, 12–20, 18–20                      |                                   |                                                 |  | Amway Center, Orlando, Floride Arbitres : Nate Green, Ben Taylor, Rusty Phillips | NBA TV |
| 6 juillet | Boxscore | Stanley Johnson 14 Stanley Johnson 7 Spencer Dinwiddie, Kelsey Barlow 4 | Points Rebonds Passes d.          | Justise Winslow 17 Willie Reed 11 Seth Tuttle 4 |  | Amway Center, Orlando, Floride Arbitres : Nate Green, Ben Taylor, Rusty Phillips | NBA TV |

#### Jour 4
| 7 juillet | Boxscore | Orlando Magic Blue 71, Memphis Grizzlies 73                       | Orlando Magic Blue 71, Memphis Grizzlies 73 | Orlando Magic Blue 71, Memphis Grizzlies 73             | 2OT | Amway Center, Orlando, Floride Arbitres : Kevin Scott, Rusty Phillips, Andy O'Brien | NBA TV |
| 7 juillet | Boxscore | Score par quart-temps : 27–16, 12–12, 10–19, 20–22, OT : 2–2, 0–2 |                                             |                                                         | 2OT | Amway Center, Orlando, Floride Arbitres : Kevin Scott, Rusty Phillips, Andy O'Brien | NBA TV |
| 7 juillet | Boxscore | Aaron Gordon 22 Aaron Gordon 7 Peyton Siva 7                      | Points Rebonds Passes d.                    | Russ Smith 20 Jarnell Stokes 8 Stokes, Crocker, Smith 3 | 2OT | Amway Center, Orlando, Floride Arbitres : Kevin Scott, Rusty Phillips, Andy O'Brien | NBA TV |

| 7 juillet | Boxscore | Brooklyn Nets 55, Charlotte Hornets 64           | Brooklyn Nets 55, Charlotte Hornets 64 | Brooklyn Nets 55, Charlotte Hornets 64           |  | Amway Center, Orlando, Floride Arbitres : Curtis Blair, Isaac Barnett, Charles Rubia | NBA TV |
| 7 juillet | Boxscore | Score par quart-temps : 19–17, 15–24, 14–8, 7–15 |                                        |                                                  |  | Amway Center, Orlando, Floride Arbitres : Curtis Blair, Isaac Barnett, Charles Rubia | NBA TV |
| 7 juillet | Boxscore | Markel Brown 12 Markel Brown 5 Ryan Boatright 4  | Points Rebonds Passes d.               | Troy Daniels 16 Troy Daniels 14 Aaron Harrison 4 |  | Amway Center, Orlando, Floride Arbitres : Curtis Blair, Isaac Barnett, Charles Rubia | NBA TV |

| 7 juillet | Boxscore | Oklahoma City Thunder 63, Los Angeles Clippers 80  | Oklahoma City Thunder 63, Los Angeles Clippers 80 | Oklahoma City Thunder 63, Los Angeles Clippers 80              |  | Amway Center, Orlando, Floride Arbitres : Steven Anderson, Andy Nagy, Jemal Spearman | NBA TV |
| 7 juillet | Boxscore | Score par quart-temps : 15–24, 18–19, 20–21, 10–16 |                                                   |                                                                |  | Amway Center, Orlando, Floride Arbitres : Steven Anderson, Andy Nagy, Jemal Spearman | NBA TV |
| 7 juillet | Boxscore | Frank Gaines 12 Dakari Johnson 10 Quinn Cook 4     | Points Rebonds Passes d.                          | C.J. Wilcox 22 Branden Dawson 11 D. J. Newbill, Nate Wolters 5 |  | Amway Center, Orlando, Floride Arbitres : Steven Anderson, Andy Nagy, Jemal Spearman | NBA TV |

#### Jour 5
| 8 juillet | Boxscore | Orlando Magic White 81, Charlotte Hornets 68                     | Orlando Magic White 81, Charlotte Hornets 68 | Orlando Magic White 81, Charlotte Hornets 68                                      |  | Amway Center, Orlando, Floride Arbitres : Brent Barnacky, Nate Green, Phillip Moore | NBA TV |
| 8 juillet | Boxscore | Score par quart-temps : 20–15, 23–13, 18–25, 20–15               |                                              |                                                                                   |  | Amway Center, Orlando, Floride Arbitres : Brent Barnacky, Nate Green, Phillip Moore | NBA TV |
| 8 juillet | Boxscore | Keith Benson 16 Melvin Ejim 7 Bohannon, Braun, Wilbekin, Smith 3 | Points Rebonds Passes d.                     | Aaron Harrison 15 Frank Kaminsky, Kevin Murphy 7 Kevin Murphy, Jonathan Wallace 3 |  | Amway Center, Orlando, Floride Arbitres : Brent Barnacky, Nate Green, Phillip Moore | NBA TV |

| 8 juillet | Boxscore | Indiana Pacers 65, Detroit Pistons 90              | Indiana Pacers 65, Detroit Pistons 90 | Indiana Pacers 65, Detroit Pistons 90                                |  | Amway Center, Orlando, Floride Arbitres : Robert Felder, Curtis Blair, Steven Perry | NBA TV |
| 8 juillet | Boxscore | Score par quart-temps : 13–21, 19–30, 16–15, 17–24 |                                       |                                                                      |  | Amway Center, Orlando, Floride Arbitres : Robert Felder, Curtis Blair, Steven Perry | NBA TV |
| 8 juillet | Boxscore | Joe Young 25 Myles Turner 8 Joe Young 5            | Points Rebonds Passes d.              | Stanley Johnson 20 Stanley Johnson 10 Johnson, Dinwiddie, Hilliard 2 |  | Amway Center, Orlando, Floride Arbitres : Robert Felder, Curtis Blair, Steven Perry | NBA TV |

| 8 juillet | Boxscore | Los Angeles Clippers 85, Miami Heat 87             | Los Angeles Clippers 85, Miami Heat 87 | Los Angeles Clippers 85, Miami Heat 87        |  | Amway Center, Orlando, Floride Arbitres : Kevin Cutler, Steven Anderson, Tyler Ricks | NBA TV |
| 8 juillet | Boxscore | Score par quart-temps : 28–20, 11–21, 18–29, 28–17 |                                        |                                               |  | Amway Center, Orlando, Floride Arbitres : Kevin Cutler, Steven Anderson, Tyler Ricks | NBA TV |
| 8 juillet | Boxscore | Diante Garrett 20 Branden Dawson 11 C.J. Wilcox 4  | Points Rebonds Passes d.               | Willie Reed 17 Willie Reed 7 Shabazz Napier 6 |  | Amway Center, Orlando, Floride Arbitres : Kevin Cutler, Steven Anderson, Tyler Ricks | NBA TV |

#### Jour 6
| 9 juillet | Boxscore | Indiana Pacers 91, Orlando Magic Blue 85           | Indiana Pacers 91, Orlando Magic Blue 85 | Indiana Pacers 91, Orlando Magic Blue 85                     |  | Amway Center, Orlando, Floride Arbitres : Kevin Scott, Isaac Barnett, Jemal Spearman | NBA TV |
| 9 juillet | Boxscore | Score par quart-temps : 18–21, 25–20, 16–22, 32–22 |                                          |                                                              |  | Amway Center, Orlando, Floride Arbitres : Kevin Scott, Isaac Barnett, Jemal Spearman | NBA TV |
| 9 juillet | Boxscore | Joe Young 28 Arinze Onuaku 9 Trent Lockett 4       | Points Rebonds Passes d.                 | Tyler Harvey 24 Devyn Marble, Jordan Morgan 7 Tyler Harvey 5 |  | Amway Center, Orlando, Floride Arbitres : Kevin Scott, Isaac Barnett, Jemal Spearman | NBA TV |

| 9 juillet | Boxscore | Brooklyn Nets 58, Orlando Magic White 65                               | Brooklyn Nets 58, Orlando Magic White 65 | Brooklyn Nets 58, Orlando Magic White 65                        |  | Amway Center, Orlando, Floride Arbitres : Ben Taylor, Dedric Taylor, Andy O'Brien | NBA TV |
| 9 juillet | Boxscore | Score par quart-temps : 18–22, 9–10, 15–14, 16–19                      |                                          |                                                                 |  | Amway Center, Orlando, Floride Arbitres : Ben Taylor, Dedric Taylor, Andy O'Brien | NBA TV |
| 9 juillet | Boxscore | Ryan Boatright 13 Rondae Hollis-Jefferson 12 Hollis-Jefferson, Brown 3 | Points Rebonds Passes d.                 | Keith Appling 19 Melvin Ejim, Keith Benson 8 Scottie Wilbekin 3 |  | Amway Center, Orlando, Floride Arbitres : Ben Taylor, Dedric Taylor, Andy O'Brien | NBA TV |

| 9 juillet | Boxscore | Oklahoma City Thunder 81, Memphis Grizzlies 87     | Oklahoma City Thunder 81, Memphis Grizzlies 87 | Oklahoma City Thunder 81, Memphis Grizzlies 87          |  | Amway Center, Orlando, Floride Arbitres : Kevin Cutler, Charles Rubia, Andy Nagy | NBA TV |
| 9 juillet | Boxscore | Score par quart-temps : 20–22, 20–27, 17–17, 24–21 |                                                |                                                         |  | Amway Center, Orlando, Floride Arbitres : Kevin Cutler, Charles Rubia, Andy Nagy | NBA TV |
| 9 juillet | Boxscore | Semaj Christon 19 Mitch McGary 7 Christon, Cook 5  | Points Rebonds Passes d.                       | Jarnell Stokes 18 Michael Holyfield 9 Andrew Harrison 6 |  | Amway Center, Orlando, Floride Arbitres : Kevin Cutler, Charles Rubia, Andy Nagy | NBA TV |

### Classement
| #  | Équipe                | MJ | V | D | PTS  | Tiebreaker               |
| -- | --------------------- | -- | - | - | ---- | ------------------------ |
| 1  | Orlando Magic White   | 4  | 4 | 0 | 27   |                          |
| 2  | Memphis Grizzlies     | 4  | 4 | 0 | 25.5 |                          |
| 3  | Miami Heat            | 4  | 4 | 0 | 25   |                          |
| 4  | Detroit Pistons       | 4  | 2 | 2 | 16   |                          |
| 5  | Oklahoma City Thunder | 4  | 2 | 2 | 14.5 |                          |
| 6  | Los Angeles Clippers  | 4  | 1 | 3 | 13   |                          |
| 7  | Orlando Magic Blue    | 4  | 1 | 3 | 11   | Différence de points -15 |
| 8  | Indiana Pacers        | 4  | 1 | 3 | 11   | Différence de points -44 |
| 9  | Charlotte Hornets     | 4  | 1 | 3 | 10   |                          |
| 10 | Brooklyn Nets         | 4  | 0 | 4 | 7    |                          |

### Phases finales

#### 9eplace
| 10 juillet | Boxscore | Brooklyn Nets 73, Charlotte Hornets 82                        | Brooklyn Nets 73, Charlotte Hornets 82 | Brooklyn Nets 73, Charlotte Hornets 82               |  | Amway Center, Orlando, Floride Arbitres : Andy O'Brien, Robert Felder, Steven Anderson | NBA TV |
| 10 juillet | Boxscore | Score par quart-temps : 18–17, 17–29, 23–19, 15–17            |                                        |                                                      |  | Amway Center, Orlando, Floride Arbitres : Andy O'Brien, Robert Felder, Steven Anderson | NBA TV |
| 10 juillet | Boxscore | Ryan Boatright 24 Rondae Hollis-Jefferson 11 Ryan Boatright 7 | Points Rebonds Passes d.               | Frank Kaminsky 19 Hairston, Daniels 8 Troy Daniels 5 |  | Amway Center, Orlando, Floride Arbitres : Andy O'Brien, Robert Felder, Steven Anderson | NBA TV |

#### 7eplace
| 10 juillet | Boxscore | Indiana Pacers 74, Orlando Magic Blue 98              | Indiana Pacers 74, Orlando Magic Blue 98 | Indiana Pacers 74, Orlando Magic Blue 98         |  | Amway Center, Orlando, Floride Arbitres : Brent Barnaky, Andy Nagy, Tyler Ricks | NBA TV |
| 10 juillet | Boxscore | Score par quart-temps : 16–28, 19–18, 25–29, 14–23    |                                          |                                                  |  | Amway Center, Orlando, Floride Arbitres : Brent Barnaky, Andy Nagy, Tyler Ricks | NBA TV |
| 10 juillet | Boxscore | Joe Young 28 Christian Watford 10 Christian Watford 4 | Points Rebonds Passes d.                 | Jordan Sibert 18 Nnanna Egwu 11 Jabril Trawick 4 |  | Amway Center, Orlando, Floride Arbitres : Brent Barnaky, Andy Nagy, Tyler Ricks | NBA TV |

#### 5eplace
| 10 juillet | Boxscore | Los Angeles Clippers 100, Oklahoma City Thunder 101               | Los Angeles Clippers 100, Oklahoma City Thunder 101 | Los Angeles Clippers 100, Oklahoma City Thunder 101 | 2OT | Amway Center, Orlando, Floride Arbitres : Dedric Taylor, Nate Green, John Conley | NBA TV |
| 10 juillet | Boxscore | Score par quart-temps : 24–23, 22–20, 26–25, 22–26, OT : 6–6, 0–1 |                                                     |                                                     | 2OT | Amway Center, Orlando, Floride Arbitres : Dedric Taylor, Nate Green, John Conley | NBA TV |
| 10 juillet | Boxscore | Jordan Hamilton 29 Jordan Hamilton 8 Diante Garrett 6             | Points Rebonds Passes d.                            | Semaj Christon 23 Dakari Johnson 11 Quinn Cook 9    | 2OT | Amway Center, Orlando, Floride Arbitres : Dedric Taylor, Nate Green, John Conley | NBA TV |

#### 3eplace
| 10 juillet | Boxscore | Detroit Pistons 68, Miami Heat 91                          | Detroit Pistons 68, Miami Heat 91 | Detroit Pistons 68, Miami Heat 91                          |  | Amway Center, Orlando, Floride Arbitres : Phillip Moore, Charles Rubia, Curtis Blair | NBA TV |
| 10 juillet | Boxscore | Score par quart-temps : 15–17, 9–24, 26–29, 18–21          |                                   |                                                            |  | Amway Center, Orlando, Floride Arbitres : Phillip Moore, Charles Rubia, Curtis Blair | NBA TV |
| 10 juillet | Boxscore | Spencer Dinwiddie 11 Kammeon Holsey 6 Dinwiddie, Johnson 2 | Points Rebonds Passes d.          | Josh Richardson 18 Whittington, Smith 7 Greg Whittington 4 |  | Amway Center, Orlando, Floride Arbitres : Phillip Moore, Charles Rubia, Curtis Blair | NBA TV |
| 10 juillet | Boxscore | Miami remporte la petite finale                            |                                   |                                                            |  | Amway Center, Orlando, Floride Arbitres : Phillip Moore, Charles Rubia, Curtis Blair | NBA TV |

#### Finale
| 10 juillet | Boxscore | Memphis Grizzlies 75, Orlando Magic White 73                     | Memphis Grizzlies 75, Orlando Magic White 73 | Memphis Grizzlies 75, Orlando Magic White 73         | 2OT | Amway Center, Orlando, Floride Arbitres : Ben Taylor, Steven Perry, Isaac Barnett | NBA TV |
| 10 juillet | Boxscore | Score par quart-temps : 20–6, 16–28, 15–24, 22–15, OT : 0–0, 2–0 |                                              |                                                      | 2OT | Amway Center, Orlando, Floride Arbitres : Ben Taylor, Steven Perry, Isaac Barnett | NBA TV |
| 10 juillet | Boxscore | Russ Smith 15 Jarnell Stokes 6 Russ Smith 9                      | Points Rebonds Passes d.                     | Benson, Singleton 16 Keith Benson 12 Keith Appling 6 | 2OT | Amway Center, Orlando, Floride Arbitres : Ben Taylor, Steven Perry, Isaac Barnett | NBA TV |
| 10 juillet | Boxscore | Memphis remporte la finale                                       |                                              |                                                      | 2OT | Amway Center, Orlando, Floride Arbitres : Ben Taylor, Steven Perry, Isaac Barnett | NBA TV |

### Classement final
| #  | Équipe                | MJ | V | D | PCT   |
| -- | --------------------- | -- | - | - | ----- |
| 1  | Memphis Grizzlies     | 5  | 5 | 0 | 100%  |
| 2  | Orlando Magic (White) | 5  | 4 | 1 | 80,0% |
| 3  | Miami Heat            | 5  | 5 | 0 | 100%  |
| 4  | Detroit Pistons       | 5  | 2 | 3 | 40,0% |
| 5  | Oklahoma City Thunder | 5  | 3 | 2 | 60,0% |
| 6  | Los Angeles Clippers  | 5  | 1 | 4 | 20,0% |
| 7  | Orlando Magic (Blue)  | 5  | 2 | 3 | 40,0% |
| 8  | Indiana Pacers        | 5  | 1 | 4 | 20,0% |
| 9  | Charlotte Hornets     | 5  | 2 | 3 | 40,0% |
| 10 | Brooklyn Nets         | 5  | 0 | 5 | 0%    |

### Leaders Statistiques
| Joueur          | Équipe               | PTS  |
| --------------- | -------------------- | ---- |
| Joe Young       | Indiana Pacers       | 22.5 |
| Aaron Gordon    | Orlando Magic (Blue) | 21.7 |
| Myles Turner    | Indiana Pacers       | 18.7 |
| Stanley Johnson | Detroit Pistons      | 16.2 |
| Jordan Adams    | Memphis Grizzlies    | 16.0 |

| Joueur         | Équipe                | REB  |
| -------------- | --------------------- | ---- |
| Aaron Gordon   | Orlando Magic Blue    | 11.7 |
| Branden Dawson | Los Angeles Clippers  | 10.3 |
| Dakari Johnson | Oklahoma City Thunder | 8.6  |
| Myles Turner   | Indiana Pacers        | 8.3  |
| Troy Daniels   | Charlotte Hornets     | 7.8  |

| Joueur         | Équipe                | PAD |
| -------------- | --------------------- | --- |
| Semaj Christon | Oklahoma City Thunder | 6.8 |
| Elfrid Payton  | Orlando Magic Blue    | 6.5 |
| Russ Smith     | Memphis Grizzlies     | 6.2 |
| Shabazz Napier | Miami Heat            | 6.0 |
| Peyton Siva    | Orlando Magic Blue    | 4.5 |

MVP du tournoi : Aaron Gordon, Orlando Magic White

## Utah Jazz Summer League

### Équipes
- Utah Jazz (hôte)
- Philadelphia 76ers
- San Antonio Spurs
- Boston Celtics

### Matchs

#### Jour 1
| 6 juillet | Boxscore | Philadelphia 76ers 71, San Antonio Spurs 74          | Philadelphia 76ers 71, San Antonio Spurs 74 | Philadelphia 76ers 71, San Antonio Spurs 74               |  | Energy Solutions Arena, Salt Lake City, Utah Affluence : 10,215 Arbitres : Matt Kallio, Marat Kogut, Aaron Smith | NBA TV |
| 6 juillet | Boxscore | Score par quart-temps : 18–20, 12–14, 24–15, 17–25   |                                             |                                                           |  | Energy Solutions Arena, Salt Lake City, Utah Affluence : 10,215 Arbitres : Matt Kallio, Marat Kogut, Aaron Smith | NBA TV |
| 6 juillet | Boxscore | Jahlil Okafor 18 Furkan Aldemir 11 T. J. McConnell 4 | Points Rebonds Passes d.                    | Dairis Bertāns 19 Kyle Anderson 9 Ware, Bertāns, Graham 3 |  | Energy Solutions Arena, Salt Lake City, Utah Affluence : 10,215 Arbitres : Matt Kallio, Marat Kogut, Aaron Smith | NBA TV |

| 6 juillet | Boxscore | Boston Celtics 82, Utah Jazz 100                            | Boston Celtics 82, Utah Jazz 100 | Boston Celtics 82, Utah Jazz 100           |  | Energy Solutions Arena, Salt Lake City, Utah Affluence : 10,215 Arbitres : Ray Acosta, Justin VanDuyne, Nate Harris | NBA TV |
| 6 juillet | Boxscore | Score par quart-temps : 25–20, 15–31, 22–17, 20–32          |                                  |                                            |  | Energy Solutions Arena, Salt Lake City, Utah Affluence : 10,215 Arbitres : Ray Acosta, Justin VanDuyne, Nate Harris | NBA TV |
| 6 juillet | Boxscore | Marcus Smart 26 Marcus Smart, Terry Rozier 5 Marcus Smart 8 | Points Rebonds Passes d.         | Rodney Hood 23 Jack Cooley 13 Dante Exum 5 |  | Energy Solutions Arena, Salt Lake City, Utah Affluence : 10,215 Arbitres : Ray Acosta, Justin VanDuyne, Nate Harris | NBA TV |

#### Jour 2
| 7 juillet | Boxscore | Boston Celtics 62, Philadelphia 76ers 76           | Boston Celtics 62, Philadelphia 76ers 76 | Boston Celtics 62, Philadelphia 76ers 76                                 |  | Energy Solutions Arena, Salt Lake City, Utah Affluence : 9,408 Arbitres : Eric Dalen, Ray Acosta, Matt Kallio | NBA TV |
| 7 juillet | Boxscore | Score par quart-temps : 16–12, 10–15, 19–28, 17–21 |                                          |                                                                          |  | Energy Solutions Arena, Salt Lake City, Utah Affluence : 9,408 Arbitres : Eric Dalen, Ray Acosta, Matt Kallio | NBA TV |
| 7 juillet | Boxscore | Terry Rozier 14 Jonathan Holmes 7 C. J. Fair 3     | Points Rebonds Passes d.                 | Okafor, McRae, Holmes 13 Furkan Aldemir 14 Jordan McRae, Deonte Burton 3 |  | Energy Solutions Arena, Salt Lake City, Utah Affluence : 9,408 Arbitres : Eric Dalen, Ray Acosta, Matt Kallio | NBA TV |

| 7 juillet | Boxscore | San Antonio Spurs 70, Utah Jazz 72                | San Antonio Spurs 70, Utah Jazz 72 | San Antonio Spurs 70, Utah Jazz 72          |  | Energy Solutions Arena, Salt Lake City, Utah Affluence : 9,408 Arbitres : Marat Kogut, Aaron Smith, Justin VanDuyne | NBA TV |
| 7 juillet | Boxscore | Score par quart-temps : 20–15, 23–22, 19–19, 8–16 |                                    |                                             |  | Energy Solutions Arena, Salt Lake City, Utah Affluence : 9,408 Arbitres : Marat Kogut, Aaron Smith, Justin VanDuyne | NBA TV |
| 7 juillet | Boxscore | Kyle Anderson 25 Cady Lalanne 11 Casper Ware 4    | Points Rebonds Passes d.           | Rodney Hood 18 Jack Cooley 8 Bryce Cotton 4 |  | Energy Solutions Arena, Salt Lake City, Utah Affluence : 9,408 Arbitres : Marat Kogut, Aaron Smith, Justin VanDuyne | NBA TV |

#### Jour 3
| 9 juillet | Boxscore | Boston Celtics 85, San Antonio Spurs 71            | Boston Celtics 85, San Antonio Spurs 71 | Boston Celtics 85, San Antonio Spurs 71         |  | Energy Solutions Arena, Salt Lake City, Utah Affluence : 12,128 Arbitres : Eric Dalen, Marat Kogut, Aaron Smith | NBA TV |
| 9 juillet | Boxscore | Score par quart-temps : 13–22, 27–13, 24–22, 21–14 |                                         |                                                 |  | Energy Solutions Arena, Salt Lake City, Utah Affluence : 12,128 Arbitres : Eric Dalen, Marat Kogut, Aaron Smith | NBA TV |
| 9 juillet | Boxscore | Marcus Smart 22 Jordan Mickey 9 Smart, Rozier 7    | Points Rebonds Passes d.                | Cady Lalanne 13 Kyle Anderson 7 Kyle Anderson 3 |  | Energy Solutions Arena, Salt Lake City, Utah Affluence : 12,128 Arbitres : Eric Dalen, Marat Kogut, Aaron Smith | NBA TV |

| 9 juillet | Boxscore | Philadelphia 76ers 78, Utah Jazz 84                           | Philadelphia 76ers 78, Utah Jazz 84 | Philadelphia 76ers 78, Utah Jazz 84             | OT | Energy Solutions Arena, Salt Lake City, Utah Affluence : 12,128 Arbitres : Matt Kallio, Ray Acosta, Justin VanDuyne | NBA TV |
| 9 juillet | Boxscore | Score par quart-temps : 18–29, 16–13, 20–19, 20–13, OT : 4–10 |                                     |                                                 | OT | Energy Solutions Arena, Salt Lake City, Utah Affluence : 12,128 Arbitres : Matt Kallio, Ray Acosta, Justin VanDuyne | NBA TV |
| 9 juillet | Boxscore | Jordan McRae 19 Furkan Aldemir 15 Okafor, McConnell 3         | Points Rebonds Passes d.            | Bryce Cotton 20 Jack Cooley 8 Cotton, Johnson 5 | OT | Energy Solutions Arena, Salt Lake City, Utah Affluence : 12,128 Arbitres : Matt Kallio, Ray Acosta, Justin VanDuyne | NBA TV |

### Classement final
| # | Équipe             | MJ | V | D | QT  |
| - | ------------------ | -- | - | - | --- |
| 1 | Utah Jazz          | 3  | 3 | 0 | 4.5 |
| 2 | Philadelphia 76ers | 3  | 1 | 2 | 7   |
| 3 | San Antonio Spurs  | 3  | 1 | 2 | 6.5 |
| 4 | Boston Celtics     | 3  | 1 | 2 | 6   |

### Leaders statistiques
| Joueur        | Équipe             | PTS  |
| ------------- | ------------------ | ---- |
| Marcus Smart  | Boston Celtics     | 24.0 |
| Rodney Hood   | Utah Jazz          | 20.5 |
| Dante Exum    | Utah Jazz          | 20.0 |
| Jordan McRae  | Philadelphia 76ers | 15.7 |
| Kyle Anderson | San Antonio Spurs  | 14.0 |

| Joueur         | Équipe             | REB  |
| -------------- | ------------------ | ---- |
| Furkan Aldemir | Philadelphia 76ers | 13.3 |
| Jack Cooley    | Utah Jazz          | 9.7  |
| Jahlil Okafor  | Philadelphia 76ers | 8.3  |
| Kyle Anderson  | San Antonio Spurs  | 8.0  |
| Rodney Hood    | Utah Jazz          | 7.5  |

| Joueur        | Équipe         | PAD |
| ------------- | -------------- | --- |
| Marcus Smart  | Boston Celtics | 7.5 |
| Dante Exum    | Utah Jazz      | 5.0 |
| Terry Rozier  | Boston Celtics | 3.7 |
| Bryce Cotton  | Utah Jazz      | 3.3 |
| Chris Johnson | Utah Jazz      | 3.3 |

## Las Vegas NBA Summer League

### Teams
- Atlanta Hawks
- Boston Celtics
- Brooklyn Nets
- Chicago Bulls
- Cleveland Cavaliers
- Dallas Mavericks
- Denver Nuggets
- Golden State Warriors
- Houston Rockets
- Los Angeles Lakers
- Miami Heat
- Milwaukee Bucks
- Minnesota Timberwolves
- NBA D-League Select
- New Orleans Pelicans
- New York Knicks
- Philadelphia 76ers
- Phoenix Suns
- Portland Trail Blazers
- Sacramento Kings
- San Antonio Spurs
- Toronto Raptors
- Utah Jazz
- Washington Wizards

#### Jour 1
|                                                    | Boxscore | Milwaukee Bucks 89, New Orleans Pelicans 101 | Milwaukee Bucks 89, New Orleans Pelicans 101      | Milwaukee Bucks 89, New Orleans Pelicans 101 |  | Cox Pavilion, Paradise, Nevada Arbitres : Nick Buchert, Kyle Regetz, Randy Richardson | NBA TV |
| Score par quart-temps : 13–29, 29–19, 22–27, 25–26 | Boxscore |                                              |                                                   |                                              |  | Cox Pavilion, Paradise, Nevada Arbitres : Nick Buchert, Kyle Regetz, Randy Richardson | NBA TV |
| Sean Kilpatrick 24 Kevin Jones 8 Jorge Gutierrez 4 | Boxscore | Points Rebonds Passes d.                     | Seth Curry 30 Rudd, Drew, Birch 6 Larry Drew II 6 |                                              |  | Cox Pavilion, Paradise, Nevada Arbitres : Nick Buchert, Kyle Regetz, Randy Richardson | NBA TV |

|                                                        | Boxscore | Sacramento Kings 68, Toronto Raptors 90 | Sacramento Kings 68, Toronto Raptors 90           | Sacramento Kings 68, Toronto Raptors 90 |  | Thomas & Mack Center, Paradise, Nevada Arbitres : Chance Moore, Lauren Holtkamp, Jaston Carter | NBA TV |
| Score par quart-temps : 15–22, 17–23, 19–21, 17–24     | Boxscore |                                         |                                                   |                                         |  | Thomas & Mack Center, Paradise, Nevada Arbitres : Chance Moore, Lauren Holtkamp, Jaston Carter | NBA TV |
| James Anderson 15 Sim Bhullar 10 Shaquielle McKissic 4 | Boxscore | Points Rebonds Passes d.                | Norman Powell 20 Ronald Roberts 12 Delon Wright 9 |                                         |  | Thomas & Mack Center, Paradise, Nevada Arbitres : Chance Moore, Lauren Holtkamp, Jaston Carter | NBA TV |

|                                                     | Boxscore | Atlanta Hawks 71, Denver Nuggets 86 | Atlanta Hawks 71, Denver Nuggets 86           | Atlanta Hawks 71, Denver Nuggets 86 |  | Cox Pavilion, Paradise, Nevada Arbitres : Tyler Ford, Phenizee Ransom, Nate Harris | NBA TV |
| Score par quart-temps : 15–24, 21–19, 15–23, 20–20  | Boxscore |                                     |                                               |                                     |  | Cox Pavilion, Paradise, Nevada Arbitres : Tyler Ford, Phenizee Ransom, Nate Harris | NBA TV |
| Lamar Patterson 16 Mike Muscala 6 Patterson, Kane 3 | Boxscore | Points Rebonds Passes d.            | Gary Harris 15 Nikola Jokić 6 Mudiay, Green 4 |                                     |  | Cox Pavilion, Paradise, Nevada Arbitres : Tyler Ford, Phenizee Ransom, Nate Harris | NBA TV |

|                                                     | Boxscore | Minnesota Timberwolves 81, Los Angeles Lakers 68 | Minnesota Timberwolves 81, Los Angeles Lakers 68     | Minnesota Timberwolves 81, Los Angeles Lakers 68 |  | Thomas & Mack Center, Paradise, Nevada Arbitres : Ray Bullock, Karl Lane, John Butler | NBA TV |
| Score par quart-temps : 21–22, 20–13, 15–21, 25–12  | Boxscore |                                                  |                                                      |                                                  |  | Thomas & Mack Center, Paradise, Nevada Arbitres : Ray Bullock, Karl Lane, John Butler | NBA TV |
| Zach LaVine 24 Adreian Payne 9 Karl-Anthony Towns 4 | Boxscore | Points Rebonds Passes d.                         | Jordan Clarkson 23 Tarik Black 13 D'Angelo Russell 6 |                                                  |  | Thomas & Mack Center, Paradise, Nevada Arbitres : Ray Bullock, Karl Lane, John Butler | NBA TV |

|                                                    | Boxscore | NBA D-League Select 104, Houston Rockets 111 | NBA D-League Select 104, Houston Rockets 111      | NBA D-League Select 104, Houston Rockets 111 |  | Cox Pavilion, Paradise, Nevada Arbitres : JT Orr, Bharat Rham, Nick Heater | NBA TV |
| Score par quart-temps : 23–19, 26–36, 21–32, 34–24 | Boxscore |                                              |                                                   |                                              |  | Cox Pavilion, Paradise, Nevada Arbitres : JT Orr, Bharat Rham, Nick Heater | NBA TV |
| Scotty Hopson 27 Hasheem Thabeet 6 Joe Jackson 6   | Boxscore | Points Rebonds Passes d.                     | Alan Williams 27 Alan Williams 10 Will Cummings 4 |                                              |  | Cox Pavilion, Paradise, Nevada Arbitres : JT Orr, Bharat Rham, Nick Heater | NBA TV |

|                                                       | Boxscore | Golden State Warriors 83, Cleveland Cavaliers 75 | Golden State Warriors 83, Cleveland Cavaliers 75 | Golden State Warriors 83, Cleveland Cavaliers 75 |  | Thomas & Mack Center, Paradise, Nevada Arbitres : CJ Washington, Kevin Fahy, JB DeRosa | NBA TV |
| Score par quart-temps : 25–17, 17–16, 21–16, 20–26    | Boxscore |                                                  |                                                  |                                                  |  | Thomas & Mack Center, Paradise, Nevada Arbitres : CJ Washington, Kevin Fahy, JB DeRosa | NBA TV |
| James Michael McAdoo 20 Ognjen Kuzmic 8 Aaron Craft 7 | Boxscore | Points Rebonds Passes d.                         | Tyler Haws 12 Jerrelle Benimon 10 John Shurna 3  |                                                  |  | Thomas & Mack Center, Paradise, Nevada Arbitres : CJ Washington, Kevin Fahy, JB DeRosa | NBA TV |

#### Jour 2
|                                                    | Boxscore | New Orleans Pelicans 90, Dallas Mavericks 86 | New Orleans Pelicans 90, Dallas Mavericks 86       | New Orleans Pelicans 90, Dallas Mavericks 86 |  | Cox Pavilion, Paradise, Nevada Arbitres : Tre Maddox, Ray Acosta, Didier Shema-Maboko, Omar Bermudez | NBA TV |
| Score par quart-temps : 25–20, 27–24, 20–23, 18–19 | Boxscore |                                              |                                                    |                                              |  | Cox Pavilion, Paradise, Nevada Arbitres : Tre Maddox, Ray Acosta, Didier Shema-Maboko, Omar Bermudez | NBA TV |
| Seth Curry 25 Birch, Curry, Drew 6 Larry Drew II 5 | Boxscore | Points Rebonds Passes d.                     | Justin Anderson 23 Dwight Powell 14 Kevin Pangos 6 |                                              |  | Cox Pavilion, Paradise, Nevada Arbitres : Tre Maddox, Ray Acosta, Didier Shema-Maboko, Omar Bermudez | NBA TV |

|                                                    | Boxscore | New York Knicks 78, San Antonio Spurs 73 | New York Knicks 78, San Antonio Spurs 73                   | New York Knicks 78, San Antonio Spurs 73 |  | Thomas & Mack Center, Paradise, Nevada Arbitres : Tweety Carter, Eddie Viator, CJ Washington | NBA TV |
| Score par quart-temps : 18–17, 20–20, 11–17, 29–19 | Boxscore |                                          |                                                            |                                          |  | Thomas & Mack Center, Paradise, Nevada Arbitres : Tweety Carter, Eddie Viator, CJ Washington | NBA TV |
| Cleanthony Early 18 Travis Wear 10 Early, Grant 3  | Boxscore | Points Rebonds Passes d.                 | Kyle Anderson 23 Lalanne, Scott, Simmons 6 Shannon Scott 3 |                                          |  | Thomas & Mack Center, Paradise, Nevada Arbitres : Tweety Carter, Eddie Viator, CJ Washington | NBA TV |

|                                                   | Boxscore | Washington Wizards 77, Phoenix Suns 86 | Washington Wizards 77, Phoenix Suns 86          | Washington Wizards 77, Phoenix Suns 86 |  | Cox Pavilion, Paradise, Nevada Arbitres : Matthew Beattie, JT Orr, Aaron Smith | NBA TV |
| Score par quart-temps : 9–20, 21–23, 26–20, 21–23 | Boxscore |                                        |                                                 |                                        |  | Cox Pavilion, Paradise, Nevada Arbitres : Matthew Beattie, JT Orr, Aaron Smith | NBA TV |
| Kelly Oubre 20 Famous, Oubre 10 Scott Machado 4   | Boxscore | Points Rebonds Passes d.               | Archie Goodwin 22 Alex Len 8 Mickey McConnell 6 |                                        |  | Cox Pavilion, Paradise, Nevada Arbitres : Matthew Beattie, JT Orr, Aaron Smith | NBA TV |

|                                                       | Boxscore | Chicago Bulls 84, Minnesota Timberwolves 71 | Chicago Bulls 84, Minnesota Timberwolves 71          | Chicago Bulls 84, Minnesota Timberwolves 71 |  | Thomas & Mack Center, Paradise, Nevada Arbitres : Gediminas Petraitis, Jason Goldenberg, Arnauld Kom Njilo, Benjamin Jiminez | NBA TV |
| Score par quart-temps : 21–14, 21–23, 19–10, 23–24    | Boxscore |                                             |                                                      |                                             |  | Thomas & Mack Center, Paradise, Nevada Arbitres : Gediminas Petraitis, Jason Goldenberg, Arnauld Kom Njilo, Benjamin Jiminez | NBA TV |
| Bobby Portis 23 Cameron Bairstow 6 Cameron Bairstow 9 | Boxscore | Points Rebonds Passes d.                    | Zach LaVine 20 LaVine, Payne, Towns 9 Jones, Brown 3 |                                             |  | Thomas & Mack Center, Paradise, Nevada Arbitres : Gediminas Petraitis, Jason Goldenberg, Arnauld Kom Njilo, Benjamin Jiminez | NBA TV |

|                                                    | Boxscore | Boston Celtics 85, Portland Trail Blazers 76 | Boston Celtics 85, Portland Trail Blazers 76    | Boston Celtics 85, Portland Trail Blazers 76 |  | Cox Pavilion, Paradise, Nevada Arbitres : Anthony Burris, Kevin Cutler, Vladimir Voyard-Tadal | NBA TV |
| Score par quart-temps : 30–20, 21–13, 13–24, 21–19 | Boxscore |                                              |                                                 |                                              |  | Cox Pavilion, Paradise, Nevada Arbitres : Anthony Burris, Kevin Cutler, Vladimir Voyard-Tadal | NBA TV |
| Marcus Smart 19 Jordan Mickey 10 Smart, Rozier 3   | Boxscore | Points Rebonds Passes d.                     | Allen Crabbe 15 Malcolm Thomas 10 Tim Frazier 9 |                                              |  | Cox Pavilion, Paradise, Nevada Arbitres : Anthony Burris, Kevin Cutler, Vladimir Voyard-Tadal | NBA TV |

|                                                          | Boxscore | Los Angeles Lakers 68, Philadelphia 76ers 60 | Los Angeles Lakers 68, Philadelphia 76ers 60   | Los Angeles Lakers 68, Philadelphia 76ers 60 |  | Thomas & Mack Center, Paradise, Nevada Arbitres : Mitchell Ervin, Josue Nieves, Kevin Fahy | NBA TV |
| Score par quart-temps : 18–11, 9–21, 28–19, 13–9         | Boxscore |                                              |                                                |                                              |  | Thomas & Mack Center, Paradise, Nevada Arbitres : Mitchell Ervin, Josue Nieves, Kevin Fahy | NBA TV |
| Jordan Clarkson 19 D'Angelo Russell 8 D'Angelo Russell 3 | Boxscore | Points Rebonds Passes d.                     | Jahlil Okafor 19 Jahlil Okafor 9 J.P. Tokoto 5 |                                              |  | Thomas & Mack Center, Paradise, Nevada Arbitres : Mitchell Ervin, Josue Nieves, Kevin Fahy | NBA TV |

|                                                            | Boxscore | Brooklyn Nets 76, Cleveland Cavaliers 75 | Brooklyn Nets 76, Cleveland Cavaliers 75             | Brooklyn Nets 76, Cleveland Cavaliers 75 |  | Cox Pavilion, Paradise, Nevada Arbitres : Rabah Noujaim, Scott Twardoski, JB DeRosa | NBA TV |
| Score par quart-temps : 24–16, 14–24, 17–23, 21–12         | Boxscore |                                          |                                                      |                                          |  | Cox Pavilion, Paradise, Nevada Arbitres : Rabah Noujaim, Scott Twardoski, JB DeRosa | NBA TV |
| Ryan Boatright 16 Willie Reed 10 Rondae Hollis-Jefferson 4 | Boxscore | Points Rebonds Passes d.                 | Benimon, Seeley 11 Jerrelle Benimon 12 D.J. Seeley 5 |                                          |  | Cox Pavilion, Paradise, Nevada Arbitres : Rabah Noujaim, Scott Twardoski, JB DeRosa | NBA TV |

|                                                         | Boxscore | Miami Heat 82, Utah Jazz 79 | Miami Heat 82, Utah Jazz 79                  | Miami Heat 82, Utah Jazz 79 |  | Thomas & Mack Center, Paradise, Nevada Arbitres : Brett Nansel, Bharat Rham, Ray Bullock | NBA TV |
| Score par quart-temps : 19–18, 20–17, 20–20, 23–24      | Boxscore |                             |                                              |                             |  | Thomas & Mack Center, Paradise, Nevada Arbitres : Brett Nansel, Bharat Rham, Ray Bullock | NBA TV |
| Josh Richardson 16 Greg Whittington 10 Shabazz Napier 4 | Boxscore | Points Rebonds Passes d.    | Bryce Cotton 28 Jack Cooley 8 Bryce Cotton 4 |                             |  | Thomas & Mack Center, Paradise, Nevada Arbitres : Brett Nansel, Bharat Rham, Ray Bullock | NBA TV |

#### Jour 3
|                                                    | Boxscore | Washington Wizards 74, NBA D-League Select 94 | Washington Wizards 74, NBA D-League Select 94   | Washington Wizards 74, NBA D-League Select 94 |  | Cox Pavilion, Paradise, Nevada Arbitres : Mitchell Ervin, Jaston Carter, Brandon Adair | NBA TV |
| Score par quart-temps : 19–25, 14–25, 21–20, 20–24 | Boxscore |                                               |                                                 |                                               |  | Cox Pavilion, Paradise, Nevada Arbitres : Mitchell Ervin, Jaston Carter, Brandon Adair | NBA TV |
| Jarrid Famous 21 Jarrid Famous 10 Scott Machado 3  | Boxscore | Points Rebonds Passes d.                      | Scotty Hopson 20 Casey Prather 8 Davion Berry 5 |                                               |  | Cox Pavilion, Paradise, Nevada Arbitres : Mitchell Ervin, Jaston Carter, Brandon Adair | NBA TV |

|                                                    | Boxscore | Phoenix Suns 89, Houston Rockets 108 | Phoenix Suns 89, Houston Rockets 108                 | Phoenix Suns 89, Houston Rockets 108 |  | Thomas & Mack Center, Paradise, Nevada Arbitres : Scott Twardoski, Josue Nieves, Suyash Mehta | NBA TV |
| Score par quart-temps : 19–30, 26–27, 27–22, 17–29 | Boxscore |                                      |                                                      |                                      |  | Thomas & Mack Center, Paradise, Nevada Arbitres : Scott Twardoski, Josue Nieves, Suyash Mehta | NBA TV |
| T.J. Warren 22 Archie Goodwin 6 Mike James 8       | Boxscore | Points Rebonds Passes d.             | D. J. Kennedy 21 Harrell, Williams 8 Will Cummings 7 |                                      |  | Thomas & Mack Center, Paradise, Nevada Arbitres : Scott Twardoski, Josue Nieves, Suyash Mehta | NBA TV |

|                                                             | Boxscore | Chicago Bulls 66, Toronto Raptors 81 | Chicago Bulls 66, Toronto Raptors 81             | Chicago Bulls 66, Toronto Raptors 81 |  | Cox Pavilion, Paradise, Nevada Arbitres : Marat Kogut, Jason Goldenberg, John Butler | NBA TV |
| Score par quart-temps : 16–24, 12–18, 20–15, 18–24          | Boxscore |                                      |                                                  |                                      |  | Cox Pavilion, Paradise, Nevada Arbitres : Marat Kogut, Jason Goldenberg, John Butler | NBA TV |
| McDermott, Bairstow 11 Cameron Bairstow 10 Galloway, Blue 3 | Boxscore | Points Rebonds Passes d.             | Norman Powell 19 Lucas Nogueira 12 Gary Talton 4 |                                      |  | Cox Pavilion, Paradise, Nevada Arbitres : Marat Kogut, Jason Goldenberg, John Butler | NBA TV |

|                                                                        | Boxscore | Milwaukee Bucks 74, San Antonio Spurs 89 | Milwaukee Bucks 74, San Antonio Spurs 89 | Milwaukee Bucks 74, San Antonio Spurs 89 |  | Thomas & Mack Center, Paradise, Nevada Arbitres : Lauren Holtkamp, Vladimir Voyard-Tadal, Anthony Burris | NBA TV |
| Score par quart-temps : 16–11, 20–28, 18–28, 20–22                     | Boxscore |                                          |                                          |                                          |  | Thomas & Mack Center, Paradise, Nevada Arbitres : Lauren Holtkamp, Vladimir Voyard-Tadal, Anthony Burris | NBA TV |
| Clark, Gutierrez, Kilpatrick, Vaughn 11 Micheal Eric 9 Rashad Vaughn 4 | Boxscore | Points Rebonds Passes d.                 | Kyle Anderson 22 Shannon Scott 7         |                                          |  | Thomas & Mack Center, Paradise, Nevada Arbitres : Lauren Holtkamp, Vladimir Voyard-Tadal, Anthony Burris | NBA TV |

|                                                    | Boxscore | Sacramento Kings 76, Denver Nuggets 98 | Sacramento Kings 76, Denver Nuggets 98              | Sacramento Kings 76, Denver Nuggets 98 |  | Cox Pavilion, Paradise, Nevada Arbitres : Justin VanDuyne, Brett Nansel, Randy Richardson | NBA TV |
| Score par quart-temps : 21–18, 23–33, 14–24, 18–23 | Boxscore |                                        |                                                     |                                        |  | Cox Pavilion, Paradise, Nevada Arbitres : Justin VanDuyne, Brett Nansel, Randy Richardson | NBA TV |
| David Wear 19 Eric Moreland 7 David Stockton 5     | Boxscore | Points Rebonds Passes d.               | Clark, Mudiay 19 Nikola Jokić 11 Emmanuel Mudiay 10 |                                        |  | Cox Pavilion, Paradise, Nevada Arbitres : Justin VanDuyne, Brett Nansel, Randy Richardson | NBA TV |

|                                                        | Boxscore | Golden State Warriors 70, Atlanta Hawks 71 | Golden State Warriors 70, Atlanta Hawks 71                    | Golden State Warriors 70, Atlanta Hawks 71 |  | Thomas & Mack Center, Paradise, Nevada Arbitres : Gediminas Petraitis, Kyle Regetz, Charles Watson | NBA TV |
| Score par quart-temps : 15–14, 15–18, 20–14, 20–25     | Boxscore |                                            |                                                               |                                            |  | Thomas & Mack Center, Paradise, Nevada Arbitres : Gediminas Petraitis, Kyle Regetz, Charles Watson | NBA TV |
| James Michael McAdoo 17 Ognjen Kuzmic 11 Aaron Craft 5 | Boxscore | Points Rebonds Passes d.                   | Holt, Glenn Robinson 13 Walter Tavares 6 Patterson, Muscala 3 |                                            |  | Thomas & Mack Center, Paradise, Nevada Arbitres : Gediminas Petraitis, Kyle Regetz, Charles Watson | NBA TV |

|                                                    | Boxscore | Portland Trail Blazers 93, Dallas Mavericks 80 | Portland Trail Blazers 93, Dallas Mavericks 80  | Portland Trail Blazers 93, Dallas Mavericks 80 |  | Cox Pavilion, Paradise, Nevada Arbitres : Kevin Cutler, Jacyn Goble, William Mensah | NBA TV |
| Score par quart-temps : 21–16, 27–16, 21–21, 24–27 | Boxscore |                                                |                                                 |                                                |  | Cox Pavilion, Paradise, Nevada Arbitres : Kevin Cutler, Jacyn Goble, William Mensah | NBA TV |
| Allen Crabbe 24 Noah Vonleh 7 Tim Frazier 8        | Boxscore | Points Rebonds Passes d.                       | Dwight Powell 25 Dwight Powell 8 Kevin Pangos 6 |                                                |  | Cox Pavilion, Paradise, Nevada Arbitres : Kevin Cutler, Jacyn Goble, William Mensah | NBA TV |

|                                                      | Boxscore | Philadelphia 76ers 76, Boston Celtics 85 | Philadelphia 76ers 76, Boston Celtics 85        | Philadelphia 76ers 76, Boston Celtics 85 |  | Thomas & Mack Center, Paradise, Nevada Arbitres : Karl Lane, Phenizee Ransom, Sir Allen Conner | NBA TV |
| Score par quart-temps : 19–20, 17–20, 14–23, 26–22   | Boxscore |                                          |                                                 |                                          |  | Thomas & Mack Center, Paradise, Nevada Arbitres : Karl Lane, Phenizee Ransom, Sir Allen Conner | NBA TV |
| Scotty Wilbekin 19 Arsalan Kazemi 13 Zack, Jackson 3 | Boxscore | Points Rebonds Passes d.                 | Terry Rozier 22 Jordan Mickey 11 Terry Rozier 5 |                                          |  | Thomas & Mack Center, Paradise, Nevada Arbitres : Karl Lane, Phenizee Ransom, Sir Allen Conner | NBA TV |

#### Jour 4
|                                                              | Boxscore | Cleveland Cavaliers 94, Milwaukee Bucks 87 | Cleveland Cavaliers 94, Milwaukee Bucks 87       | Cleveland Cavaliers 94, Milwaukee Bucks 87 | OT | Cox Pavilion, Paradise, Nevada Arbitres : Kevin Scott, Lauren Holtkamp, Nick Heater | NBA TV |
| Score par quart-temps : 15–21, 21–17, 14–25, 37–24, OT : 7–0 | Boxscore |                                            |                                                  |                                            | OT | Cox Pavilion, Paradise, Nevada Arbitres : Kevin Scott, Lauren Holtkamp, Nick Heater | NBA TV |
| D.J. Seeley 14 Rakeem Christmas 11 7 joueurs 1               | Boxscore | Points Rebonds Passes d.                   | Rashad Vaughn 18 Jones, Eric 6 Jorge Gutierrez 8 |                                            | OT | Cox Pavilion, Paradise, Nevada Arbitres : Kevin Scott, Lauren Holtkamp, Nick Heater | NBA TV |

|                                                      | Boxscore | New Orleans Pelicans 89, Brooklyn Nets 83 | New Orleans Pelicans 89, Brooklyn Nets 83              | New Orleans Pelicans 89, Brooklyn Nets 83 |  | Thomas & Mack Center, Paradise, Nevada Arbitres : Tre Maddox, Jaston Carter, Brandon Adair | NBA TV |
| Score par quart-temps : 25–17, 22–31, 22–15, 20–20   | Boxscore |                                           |                                                        |                                           |  | Thomas & Mack Center, Paradise, Nevada Arbitres : Tre Maddox, Jaston Carter, Brandon Adair | NBA TV |
| Bryce Dejean-Jones 26 Khem Birch 11 Larry Drew II 16 | Boxscore | Points Rebonds Passes d.                  | Rondae Hollis-Jefferson 18 Willie Reed 7 Reed, Adams 3 |                                           |  | Thomas & Mack Center, Paradise, Nevada Arbitres : Tre Maddox, Jaston Carter, Brandon Adair | NBA TV |

|                                                    | Boxscore | NBA D-League Select 84, Atlanta Hawks 74 | NBA D-League Select 84, Atlanta Hawks 74            | NBA D-League Select 84, Atlanta Hawks 74 |  | Cox Pavilion, Paradise, Nevada Arbitres : Brent Barnaky, Karl Lane, Phenizee Ransom | NBA TV |
| Score par quart-temps : 20–21, 30–13, 17–15, 17–25 | Boxscore |                                          |                                                     |                                          |  | Cox Pavilion, Paradise, Nevada Arbitres : Brent Barnaky, Karl Lane, Phenizee Ransom | NBA TV |
| Justin Dentmon 15 Scotty Hopson 8 Joe Jackson 4    | Boxscore | Points Rebonds Passes d.                 | Lamar Patterson 15 Edy Tavares 10 Terran Petteway 4 |                                          |  | Cox Pavilion, Paradise, Nevada Arbitres : Brent Barnaky, Karl Lane, Phenizee Ransom | NBA TV |

|                                                      | Boxscore | Golden State Warriors 71, Sacramento Kings 90 | Golden State Warriors 71, Sacramento Kings 90          | Golden State Warriors 71, Sacramento Kings 90 |  | Thomas & Mack Center, Paradise, Nevada Arbitres : JT Orr, Justin VanDuyne, John Butler | NBA TV |
| Score par quart-temps : 16–23, 19–28, 12–25, 24–14   | Boxscore |                                               |                                                        |                                               |  | Thomas & Mack Center, Paradise, Nevada Arbitres : JT Orr, Justin VanDuyne, John Butler | NBA TV |
| Sutton, Nastic 14 Kevon Looney 7 Craft, Stainbrook 3 | Boxscore | Points Rebonds Passes d.                      | James Anderson 17 Willie Cauley-Stein 8 Julyan Stone 9 |                                               |  | Thomas & Mack Center, Paradise, Nevada Arbitres : JT Orr, Justin VanDuyne, John Butler | NBA TV |

|                                                      | Boxscore | Miami Heat 83, Denver Nuggets 86 | Miami Heat 83, Denver Nuggets 86                   | Miami Heat 83, Denver Nuggets 86 |  | Cox Pavilion, Paradise, Nevada Arbitres : Ben Taylor, Bharat Ram, Sir Allen Conner | NBA TV |
| Score par quart-temps : 21–16, 20–20, 24–25, 18–25   | Boxscore |                                  |                                                    |                                  |  | Cox Pavilion, Paradise, Nevada Arbitres : Ben Taylor, Bharat Ram, Sir Allen Conner | NBA TV |
| Shabazz Napier 20 Olaseni, Napier 6 Shabazz Napier 6 | Boxscore | Points Rebonds Passes d.         | Ian Clark 19 Joffrey Lauvergne 9 Emmanuel Mudiay 8 |                                  |  | Cox Pavilion, Paradise, Nevada Arbitres : Ben Taylor, Bharat Ram, Sir Allen Conner | NBA TV |

|                                                   | Boxscore | Los Angeles Lakers 66, New York Knicks 76 | Los Angeles Lakers 66, New York Knicks 76           | Los Angeles Lakers 66, New York Knicks 76 |  | Thomas & Mack Center, Paradise, Nevada Arbitres : Nick Buchert, Aaron Smith, Ray Acosta | NBA TV |
| Score par quart-temps : 5–19, 26–17, 17–25, 18-15 | Boxscore |                                           |                                                     |                                           |  | Thomas & Mack Center, Paradise, Nevada Arbitres : Nick Buchert, Aaron Smith, Ray Acosta | NBA TV |
| Jabari Brown 20 Randle, Nance 6 Julius Randle 2   | Boxscore | Points Rebonds Passes d.                  | Early, Galloway 13 Early, Galloway 9 Jerian Grant 8 |                                           |  | Thomas & Mack Center, Paradise, Nevada Arbitres : Nick Buchert, Aaron Smith, Ray Acosta | NBA TV |

|                                                     | Boxscore | Toronto Raptors 95, Houston Rockets 87 | Toronto Raptors 95, Houston Rockets 87             | Toronto Raptors 95, Houston Rockets 87 |  | Cox Pavilion, Paradise, Nevada Arbitres : Dedric Taylor, JB DeRosa, Kyle Regetz | NBA TV |
| Score par quart-temps : 14–24, 27–12, 21–18, 33–33  | Boxscore |                                        |                                                    |                                        |  | Cox Pavilion, Paradise, Nevada Arbitres : Dedric Taylor, JB DeRosa, Kyle Regetz | NBA TV |
| Norman Powell 19 Lucas Nogueira 13 Lucas Nogueira 3 | Boxscore | Points Rebonds Passes d.               | Glen Rice, Jr. 28 D. J. Kennedy 9 Glen Rice, Jr. 4 |                                        |  | Cox Pavilion, Paradise, Nevada Arbitres : Dedric Taylor, JB DeRosa, Kyle Regetz | NBA TV |

|                                                    | Boxscore | Utah Jazz 91, Minnesota Timberwolves 82 | Utah Jazz 91, Minnesota Timberwolves 82                 | Utah Jazz 91, Minnesota Timberwolves 82 |  | Thomas & Mack Center, Paradise, Nevada Arbitres : Eric Dalen, Tyler Ford, AJ Desai | NBA TV |
| Score par quart-temps : 17–15, 32–20, 15–22, 27–25 | Boxscore |                                         |                                                         |                                         |  | Thomas & Mack Center, Paradise, Nevada Arbitres : Eric Dalen, Tyler Ford, AJ Desai | NBA TV |
| Jared Cunningham 17 Trey Lyles 9 Bryce Cotton 6    | Boxscore | Points Rebonds Passes d.                | Adreian Payne 18 Karl-Anthony Towns 10 Jeffers, Brown 4 |                                         |  | Thomas & Mack Center, Paradise, Nevada Arbitres : Eric Dalen, Tyler Ford, AJ Desai | NBA TV |

#### Jour 5
|                                                    | Boxscore | Portland Trail Blazers 75, San Antonio Spurs 79 | Portland Trail Blazers 75, San Antonio Spurs 79 | Portland Trail Blazers 75, San Antonio Spurs 79 |  | Cox Pavilion, Paradise, Nevada Arbitres : JT Orr, Jason Goldenberg, Kerby Sitton | NBA TV |
| Score par quart-temps : 19–17, 12–17, 17–17, 27–28 | Boxscore |                                                 |                                                 |                                                 |  | Cox Pavilion, Paradise, Nevada Arbitres : JT Orr, Jason Goldenberg, Kerby Sitton | NBA TV |
| Noah Vonleh 20 Noah Vonleh 8 Tim Frazier 8         | Boxscore | Points Rebonds Passes d.                        | Kyle Anderson 19 Jarell Eddie 5 5 joueurs 2     |                                                 |  | Cox Pavilion, Paradise, Nevada Arbitres : JT Orr, Jason Goldenberg, Kerby Sitton | NBA TV |

|                                                    | Boxscore | Washington Wizards 85, Dallas Mavericks 79 | Washington Wizards 85, Dallas Mavericks 79      | Washington Wizards 85, Dallas Mavericks 79 |  | Thomas & Mack Center, Paradise, Nevada Arbitres : Steven Anderson, Brett Nansel, Jacyn Goble | NBA TV |
| Score par quart-temps : 26–18, 16–16, 23–19, 20–26 | Boxscore |                                            |                                                 |                                            |  | Thomas & Mack Center, Paradise, Nevada Arbitres : Steven Anderson, Brett Nansel, Jacyn Goble | NBA TV |
| Jarrid Famous 16 Famous, Jones 9 Scott Machado 5   | Boxscore | Points Rebonds Passes d.                   | Dwight Powell 18 Jeremy Tyler 10 Kevin Pangos 3 |                                            |  | Thomas & Mack Center, Paradise, Nevada Arbitres : Steven Anderson, Brett Nansel, Jacyn Goble | NBA TV |

|                                                                          | Boxscore | Brooklyn Nets 87, Chicago Bulls 86 | Brooklyn Nets 87, Chicago Bulls 86                 | Brooklyn Nets 87, Chicago Bulls 86 |  | Cox Pavilion, Paradise, Nevada Arbitres : Ben Taylor, Gediminas Petraitis, Vladimir Voyard-Tadal | NBA TV |
| Score par quart-temps : 21–29, 15–19, 26–17, 25–21                       | Boxscore |                                    |                                                    |                                    |  | Cox Pavilion, Paradise, Nevada Arbitres : Ben Taylor, Gediminas Petraitis, Vladimir Voyard-Tadal | NBA TV |
| Ryan Boatright 21 Hollis-Jefferson, Mitchell, Alexander 6 Markel Brown 4 | Boxscore | Points Rebonds Passes d.           | Doug McDermott 19 Bobby Portis 10 Diante Garrett 8 |                                    |  | Cox Pavilion, Paradise, Nevada Arbitres : Ben Taylor, Gediminas Petraitis, Vladimir Voyard-Tadal | NBA TV |

|                                                              | Boxscore | New York Knicks 84, Philadelphia 76ers 81 | New York Knicks 84, Philadelphia 76ers 81             | New York Knicks 84, Philadelphia 76ers 81 | OT | Thomas & Mack Center, Paradise, Nevada Arbitres : Kevin Cutler, Charles Watson, Josue Nieves | NBA TV |
| Score par quart-temps : 11–24, 24–15, 15–18, 29–22, OT : 5–2 | Boxscore |                                           |                                                       |                                           | OT | Thomas & Mack Center, Paradise, Nevada Arbitres : Kevin Cutler, Charles Watson, Josue Nieves | NBA TV |
| Maurice Ndour 23 Maurice Ndour 6 Jerian Grant 4              | Boxscore | Points Rebonds Passes d.                  | Scotty Wilbekin 26 Arsalan Kazemi 8 T. J. McConnell 5 |                                           | OT | Thomas & Mack Center, Paradise, Nevada Arbitres : Kevin Cutler, Charles Watson, Josue Nieves | NBA TV |

|                                                          | Boxscore | Miami Heat 69, Boston Celtics 101 | Miami Heat 69, Boston Celtics 101                  | Miami Heat 69, Boston Celtics 101 |  | Cox Pavilion, Paradise, Nevada Arbitres : Dedric Taylor, Mitchell Ervin, JB DeRosa | NBA TV |
| Score par quart-temps : 16–22, 21–26, 18–17, 14–36       | Boxscore |                                   |                                                    |                                   |  | Cox Pavilion, Paradise, Nevada Arbitres : Dedric Taylor, Mitchell Ervin, JB DeRosa | NBA TV |
| Greg Whittington 18 Greg Whittington 8 Josh Richardson 4 | Boxscore | Points Rebonds Passes d.          | Marcus Thornton 21 Jordan Mickey 11 Terry Rozier 7 |                                   |  | Cox Pavilion, Paradise, Nevada Arbitres : Dedric Taylor, Mitchell Ervin, JB DeRosa | NBA TV |

|                                                    | Boxscore | Phoenix Suns 91, Utah Jazz 82 | Phoenix Suns 91, Utah Jazz 82                                      | Phoenix Suns 91, Utah Jazz 82 |  | Thomas & Mack Center, Paradise, Nevada Arbitres : Scott Twardoski, CJ Washington, AJ Desai | NBA TV |
| Score par quart-temps : 23–22, 23–17, 24–21, 21–22 | Boxscore |                               |                                                                    |                               |  | Thomas & Mack Center, Paradise, Nevada Arbitres : Scott Twardoski, CJ Washington, AJ Desai | NBA TV |
| Devin Booker 18 Alex Len 14 7 joueurs 2            | Boxscore | Points Rebonds Passes d.      | Cotton, Johnson, Cunningham 13 JaJuan Johnson 9 Jared Cunningham 2 |                               |  | Thomas & Mack Center, Paradise, Nevada Arbitres : Scott Twardoski, CJ Washington, AJ Desai | NBA TV |

### Classement
| #  | Équipe                 | MJ | V | D | PCT   | QT  | Différence de points |
| -- | ---------------------- | -- | - | - | ----- | --- | -------------------- |
| 1  | Toronto Raptors        | 3  | 3 | 0 | 100%  | 9.5 |                      |
| 2  | Boston Celtics         | 3  | 3 | 0 | 100%  | 9   |                      |
| 3  | Denver Nuggets         | 3  | 3 | 0 | 100%  | 8   |                      |
| 4  | New Orleans Pelicans   | 3  | 3 | 0 | 100%  | 7.5 |                      |
| 5  | New York Knicks        | 3  | 3 | 0 | 100%  | 6.5 |                      |
| 6  | NBA D-League Select    | 3  | 2 | 1 | 66,7% | 7   | +23                  |
| 7  | San Antonio Spurs      | 3  | 2 | 1 | 66,7% | 7   | +14                  |
| 8  | Phoenix Suns           | 3  | 2 | 1 | 66,7% | 7   | -1                   |
| 9  | Houston Rockets        | 3  | 2 | 1 | 66,7% | 6.5 |                      |
| 10 | Brooklyn Nets          | 3  | 2 | 1 | 66,7% | 5.5 |                      |
| 11 | Los Angeles Lakers     | 3  | 1 | 2 | 33,3% | 7   |                      |
| 12 | Golden State Warriors  | 3  | 1 | 2 | 33,3% | 6   |                      |
| 13 | Utah Jazz              | 3  | 1 | 2 | 33,3% | 5.5 | -3                   |
| 14 | Atlanta Hawks          | 3  | 1 | 2 | 33,3% | 5.5 | -24                  |
| 15 | Portland Trail Blazers | 3  | 1 | 2 | 33,3% | 5   | 0                    |
| 16 | Cleveland Cavaliers    | 3  | 1 | 2 | 33,3% | 5   | -2                   |
| 17 | Chicago Bulls          | 3  | 1 | 2 | 33,3% | 5   | -3                   |
| 18 | Minnesota Timberwolves | 3  | 1 | 2 | 33,3% | 5   | -9                   |
| 19 | Miami Heat             | 3  | 1 | 2 | 33,3% | 5   | -32                  |
| 20 | Washington Wizards     | 3  | 1 | 2 | 33,3% | 4.5 |                      |
| 21 | Sacramento Kings       | 3  | 1 | 2 | 33,3% | 4   |                      |
| 22 | Dallas Mavericks       | 3  | 0 | 3 | 0%    | 5   |                      |
| 23 | Philadelphia 76ers     | 3  | 0 | 3 | 0%    | 4   | -20                  |
| 24 | Milwaukee Bucks        | 3  | 0 | 3 | 0%    | 4   | -34                  |

### Tableau final
|  | Premier tour | Premier tour    | Premier tour    |     |              | Second tour | Second tour | Second tour |  |    | Quarts de finale | Quarts de finale | Quarts de finale |    |         | Demi-finales | Demi-finales | Demi-finales |   |         | Finale | Finale      | Finale |
|  |              |                 |                 |     |              |             |             |             |  |    |                  |                  |                  |    |         |              |              |              |   |         |        |             |        |
|  | 1            | Toronto         |                 |     |              |             |             |             |  |    |                  |                  |                  |    |         |              |              |              |   |         |        |             |        |
|  |              | Exempt          |                 |     |              |             |             |             |  |    |                  |                  |                  |    |         |              |              |              |   |         |        |             |        |
|  |              | 1               | Toronto         | 80  |              |             |             |             |  |    |                  |                  |                  |    |         |              |              |              |   |         |        |             |        |
|  |              |                 |                 | 80  |              |             |             |             |  |    |                  |                  |                  |    |         |              |              |              |   |         |        |             |        |
|  |              | 17              | Chicago         | 84  |              |             |             |             |  |    |                  |                  |                  |    |         |              |              |              |   |         |        |             |        |
|  | 16           | 17              | Chicago         | 84  | Cleveland    | 73          |             |             |  |    |                  |                  |                  |    |         |              |              |              |   |         |        |             |        |
|  | 16           |                 |                 |     | Cleveland    | 73          |             |             |  |    |                  |                  |                  |    |         |              |              |              |   |         |        |             |        |
|  | 17           | Chicago         | 91              |     |              |             |             |             |  |    |                  |                  |                  |    |         |              |              |              |   |         |        |             |        |
|  | 17           | Chicago         | 91              |     |              |             |             |             |  | 17 | Chicago          | 84               |                  |    |         |              |              |              |   |         |        |             |        |
|  |              |                 |                 |     |              |             |             |             |  | 17 | Chicago          | 84               |                  |    |         |              |              |              |   |         |        |             |        |
|  |              | 8               | Phoenix         | 91  |              |             |             |             |  |    |                  |                  |                  |    |         |              |              |              |   |         |        |             |        |
|  | 9            | 8               | Phoenix         | 91  | Houston      | 93          |             |             |  |    |                  |                  |                  |    |         |              |              |              |   |         |        |             |        |
|  | 9            |                 |                 |     | Houston      | 93          |             |             |  |    |                  |                  |                  |    |         |              |              |              |   |         |        |             |        |
|  | 24           | Milwaukee       | 97              |     |              |             |             |             |  |    |                  |                  |                  |    |         |              |              |              |   |         |        |             |        |
|  | 24           | Milwaukee       | 97              |     | 24           | Milwaukee   | 80          |             |  |    |                  |                  |                  |    |         |              |              |              |   |         |        |             |        |
|  |              |                 |                 |     | 24           | Milwaukee   | 80          |             |  |    |                  |                  |                  |    |         |              |              |              |   |         |        |             |        |
|  |              | 8               | Phoenix         | 106 |              |             |             |             |  |    |                  |                  |                  |    |         |              |              |              |   |         |        |             |        |
|  |              | 8               | Phoenix         | 106 | Exempt       |             |             |             |  |    |                  |                  |                  |    |         |              |              |              |   |         |        |             |        |
|  |              |                 |                 |     |              |             |             |             |  |    |                  |                  |                  |    |         |              |              |              |   |         |        |             |        |
|  | 8            | Phoenix         |                 |     |              |             |             |             |  |    |                  |                  |                  |    |         |              |              |              |   |         |        |             |        |
|  | 8            | Phoenix         |                 |     |              |             |             |             |  |    |                  |                  |                  | 8  | Phoenix | 93           |              |              |   |         |        |             |        |
|  |              |                 |                 |     |              |             |             |             |  |    |                  |                  |                  |    | Phoenix | 93           |              |              |   |         |        |             |        |
|  |              | 4               | New Orleans     | 87  |              |             |             |             |  |    |                  |                  |                  |    |         |              |              |              |   |         |        |             |        |
|  | 5            | 4               | New Orleans     | 87  | New York     |             |             |             |  |    |                  |                  |                  |    |         |              |              |              |   |         |        |             |        |
|  | 5            |                 |                 |     | New York     |             |             |             |  |    |                  |                  |                  |    |         |              |              |              |   |         |        |             |        |
|  |              | Exempt          |                 |     |              |             |             |             |  |    |                  |                  |                  |    |         |              |              |              |   |         |        |             |        |
|  |              | 5               | New York        | 54  |              |             |             |             |  |    |                  |                  |                  |    |         |              |              |              |   |         |        |             |        |
|  |              |                 |                 | 54  |              |             |             |             |  |    |                  |                  |                  |    |         |              |              |              |   |         |        |             |        |
|  |              | 12              | Golden State    | 76  |              |             |             |             |  |    |                  |                  |                  |    |         |              |              |              |   |         |        |             |        |
|  | 12           | 12              | Golden State    | 76  | Golden State | 83          |             |             |  |    |                  |                  |                  |    |         |              |              |              |   |         |        |             |        |
|  | 12           |                 |                 |     | Golden State | 83          |             |             |  |    |                  |                  |                  |    |         |              |              |              |   |         |        |             |        |
|  | 21           | Sacramento      | 67              |     |              |             |             |             |  |    |                  |                  |                  |    |         |              |              |              |   |         |        |             |        |
|  | 21           | Sacramento      | 67              |     |              |             |             |             |  | 12 | Golden State     | 91               |                  |    |         |              |              |              |   |         |        |             |        |
|  |              |                 |                 |     |              |             |             |             |  | 12 | Golden State     | 91               |                  |    |         |              |              |              |   |         |        |             |        |
|  |              | 4               | New Orleans     | 100 |              |             |             |             |  |    |                  |                  |                  |    |         |              |              |              |   |         |        |             |        |
|  | 13           | 4               | New Orleans     | 100 | Utah         | 78          |             |             |  |    |                  |                  |                  |    |         |              |              |              |   |         |        |             |        |
|  | 13           |                 |                 |     | Utah         | 78          |             |             |  |    |                  |                  |                  |    |         |              |              |              |   |         |        |             |        |
|  | 20           | Washington      | 86              |     |              |             |             |             |  |    |                  |                  |                  |    |         |              |              |              |   |         |        |             |        |
|  | 20           | Washington      | 86              |     | 20           | Washington  | 81          |             |  |    |                  |                  |                  |    |         |              |              |              |   |         |        |             |        |
|  |              |                 |                 |     | 20           | Washington  | 81          |             |  |    |                  |                  |                  |    |         |              |              |              |   |         |        |             |        |
|  |              | 4               | New Orleans     | 97  |              |             |             |             |  |    |                  |                  |                  |    |         |              |              |              |   |         |        |             |        |
|  |              | 4               | New Orleans     | 97  | Exempt       |             |             |             |  |    |                  |                  |                  |    |         |              |              |              |   |         |        |             |        |
|  |              |                 |                 |     |              |             |             |             |  |    |                  |                  |                  |    |         |              |              |              |   |         |        |             |        |
|  | 4            | New Orleans     |                 |     |              |             |             |             |  |    |                  |                  |                  |    |         |              |              |              |   |         |        |             |        |
|  | 4            | New Orleans     |                 |     |              |             |             |             |  |    |                  |                  |                  |    |         |              |              |              | 8 | Phoenix | 90     |             |        |
|  |              |                 |                 |     |              |             |             |             |  |    |                  |                  |                  |    |         |              |              |              | 8 | Phoenix | 90     |             |        |
|  |              |                 |                 |     |              |             |             |             |  |    |                  |                  |                  |    |         |              |              |              |   |         | 7      | San Antonio | 93     |
|  | 3            | Denver          |                 |     |              |             |             |             |  |    |                  |                  |                  |    |         |              |              |              |   |         | 7      | San Antonio | 93     |
|  | 3            | Denver          |                 |     |              |             |             |             |  |    |                  |                  |                  |    |         |              |              |              |   |         |        |             |        |
|  |              | Exempt          |                 |     |              |             |             |             |  |    |                  |                  |                  |    |         |              |              |              |   |         |        |             |        |
|  |              | 3               | Denver          | 73  |              |             |             |             |  |    |                  |                  |                  |    |         |              |              |              |   |         |        |             |        |
|  |              |                 |                 | 73  |              |             |             |             |  |    |                  |                  |                  |    |         |              |              |              |   |         |        |             |        |
|  |              | 14              | Atlanta         | 82  |              |             |             |             |  |    |                  |                  |                  |    |         |              |              |              |   |         |        |             |        |
|  | 14           | 14              | Atlanta         | 82  | Atlanta      | 75          |             |             |  |    |                  |                  |                  |    |         |              |              |              |   |         |        |             |        |
|  | 14           |                 |                 |     | Atlanta      | 75          |             |             |  |    |                  |                  |                  |    |         |              |              |              |   |         |        |             |        |
|  | 19           | Miami           | 64              |     |              |             |             |             |  |    |                  |                  |                  |    |         |              |              |              |   |         |        |             |        |
|  | 19           | Miami           | 64              |     |              |             |             |             |  | 14 | Atlanta          | 91               |                  |    |         |              |              |              |   |         |        |             |        |
|  |              |                 |                 |     |              |             |             |             |  | 14 | Atlanta          | 91               |                  |    |         |              |              |              |   |         |        |             |        |
|  |              | 22              | Dallas          | 83  |              |             |             |             |  |    |                  |                  |                  |    |         |              |              |              |   |         |        |             |        |
|  | 11           | 22              | Dallas          | 83  | L.A. Lakers  | 86          |             |             |  |    |                  |                  |                  |    |         |              |              |              |   |         |        |             |        |
|  | 11           |                 |                 |     | L.A. Lakers  | 86          |             |             |  |    |                  |                  |                  |    |         |              |              |              |   |         |        |             |        |
|  | 22           | Dallas          | 88              |     |              |             |             |             |  |    |                  |                  |                  |    |         |              |              |              |   |         |        |             |        |
|  | 22           | Dallas          | 88              |     | 22           | Dallas      | 104         |             |  |    |                  |                  |                  |    |         |              |              |              |   |         |        |             |        |
|  |              |                 |                 |     | 22           | Dallas      | 104         |             |  |    |                  |                  |                  |    |         |              |              |              |   |         |        |             |        |
|  |              | 6               | D-League Select | 88  |              |             |             |             |  |    |                  |                  |                  |    |         |              |              |              |   |         |        |             |        |
|  |              | 6               | D-League Select | 88  | Exempt       |             |             |             |  |    |                  |                  |                  |    |         |              |              |              |   |         |        |             |        |
|  |              |                 |                 |     |              |             |             |             |  |    |                  |                  |                  |    |         |              |              |              |   |         |        |             |        |
|  | 6            | D-League Select |                 |     |              |             |             |             |  |    |                  |                  |                  |    |         |              |              |              |   |         |        |             |        |
|  | 6            | D-League Select |                 |     |              |             |             |             |  |    |                  |                  |                  | 14 | Atlanta | 68           |              |              |   |         |        |             |        |
|  |              |                 |                 |     |              |             |             |             |  |    |                  |                  |                  |    | Atlanta | 68           |              |              |   |         |        |             |        |
|  |              | 7               | San Antonio     | 75  |              |             |             |             |  |    |                  |                  |                  |    |         |              |              |              |   |         |        |             |        |
|  | 7            | 7               | San Antonio     | 75  | San Antonio  |             |             |             |  |    |                  |                  |                  |    |         |              |              |              |   |         |        |             |        |
|  | 7            |                 |                 |     | San Antonio  |             |             |             |  |    |                  |                  |                  |    |         |              |              |              |   |         |        |             |        |
|  |              | Exempt          |                 |     |              |             |             |             |  |    |                  |                  |                  |    |         |              |              |              |   |         |        |             |        |
|  |              | 7               | San Antonio     | 74  |              |             |             |             |  |    |                  |                  |                  |    |         |              |              |              |   |         |        |             |        |
|  |              |                 |                 | 74  |              |             |             |             |  |    |                  |                  |                  |    |         |              |              |              |   |         |        |             |        |
|  |              | 10              | Brooklyn        | 71  |              |             |             |             |  |    |                  |                  |                  |    |         |              |              |              |   |         |        |             |        |
|  | 10           | 10              | Brooklyn        | 71  | Brooklyn     | 75          |             |             |  |    |                  |                  |                  |    |         |              |              |              |   |         |        |             |        |
|  | 10           |                 |                 |     | Brooklyn     | 75          |             |             |  |    |                  |                  |                  |    |         |              |              |              |   |         |        |             |        |
|  | 23           | Philadelphie    | 68              |     |              |             |             |             |  |    |                  |                  |                  |    |         |              |              |              |   |         |        |             |        |
|  | 23           | Philadelphie    | 68              |     |              |             |             |             |  | 7  | San Antonio      | 95               |                  |    |         |              |              |              |   |         |        |             |        |
|  |              |                 |                 |     |              |             |             |             |  | 7  | San Antonio      | 95               |                  |    |         |              |              |              |   |         |        |             |        |
|  |              | 2               | Boston          | 93  |              |             |             |             |  |    |                  |                  |                  |    |         |              |              |              |   |         |        |             |        |
|  | 15           | 2               | Boston          | 93  | Portland     | 82          |             |             |  |    |                  |                  |                  |    |         |              |              |              |   |         |        |             |        |
|  | 15           |                 |                 |     | Portland     | 82          |             |             |  |    |                  |                  |                  |    |         |              |              |              |   |         |        |             |        |
|  | 18           | Minnesota       | 77              |     |              |             |             |             |  |    |                  |                  |                  |    |         |              |              |              |   |         |        |             |        |
|  | 18           | Minnesota       | 77              |     | 15           | Portland    | 85          |             |  |    |                  |                  |                  |    |         |              |              |              |   |         |        |             |        |
|  |              |                 |                 |     | 15           | Portland    | 85          |             |  |    |                  |                  |                  |    |         |              |              |              |   |         |        |             |        |
|  |              | 2               | Boston          | 91  |              |             |             |             |  |    |                  |                  |                  |    |         |              |              |              |   |         |        |             |        |
|  |              | 2               | Boston          | 91  | Exempt       |             |             |             |  |    |                  |                  |                  |    |         |              |              |              |   |         |        |             |        |
|  |              |                 |                 |     |              |             |             |             |  |    |                  |                  |                  |    |         |              |              |              |   |         |        |             |        |
|  | 2            | Boston          |                 |     |              |             |             |             |  |    |                  |                  |                  |    |         |              |              |              |   |         |        |             |        |

### Phases finales

#### Premier tour
|                                                      | Boxscore | #24 Milwaukee Bucks 97, #9 Houston Rockets 93 | #24 Milwaukee Bucks 97, #9 Houston Rockets 93  | #24 Milwaukee Bucks 97, #9 Houston Rockets 93 |  | Cox Pavilion, Paradise, Nevada Arbitres : Kevin Scott, Gediminas Petraitis, Kerby Sitton | NBA TV |
| Score par quart-temps : 27–21, 24–23, 23–22, 23–27   | Boxscore |                                               |                                                |                                               |  | Cox Pavilion, Paradise, Nevada Arbitres : Kevin Scott, Gediminas Petraitis, Kerby Sitton | NBA TV |
| Sean Kilpatrick 26 Kevin Jones 9 Gutierrez, Randle 9 | Boxscore | Points Rebonds Passes d.                      | Alan Williams 17 Alan Williams 8 Rice, Henry 3 |                                               |  | Cox Pavilion, Paradise, Nevada Arbitres : Kevin Scott, Gediminas Petraitis, Kerby Sitton | NBA TV |

|                                                       | Boxscore | #23 Philadelphia 76ers 68, #10 Brooklyn Nets 75 | #23 Philadelphia 76ers 68, #10 Brooklyn Nets 75 | #23 Philadelphia 76ers 68, #10 Brooklyn Nets 75 |  | Thomas & Mack Center, Paradise, Nevada Arbitres : Nick Buchert, Brett Nansel, Kyle Regetz | NBA TV |
| Score par quart-temps : 7–23, 21–20, 27–15, 13–17     | Boxscore |                                                 |                                                 |                                                 |  | Thomas & Mack Center, Paradise, Nevada Arbitres : Nick Buchert, Brett Nansel, Kyle Regetz | NBA TV |
| Scotty Wilbekin 11 Arsalan Kazemi 7 T. J. McConnell 4 | Boxscore | Points Rebonds Passes d.                        | Markel Brown 23 Willie Reed 9 Brown, Adams 4    |                                                 |  | Thomas & Mack Center, Paradise, Nevada Arbitres : Nick Buchert, Brett Nansel, Kyle Regetz | NBA TV |

|                                                    | Boxscore | #19 Miami Heat 64, #14 Atlanta Hawks 75 | #19 Miami Heat 64, #14 Atlanta Hawks 75              | #19 Miami Heat 64, #14 Atlanta Hawks 75 |  | Cox Pavilion, Paradise, Nevada Arbitres : Steven Anderson, Marat Kogut, Josue Nieves | NBA TV |
| Score par quart-temps : 19–23, 21–19, 13–18, 11–15 | Boxscore |                                         |                                                      |                                         |  | Cox Pavilion, Paradise, Nevada Arbitres : Steven Anderson, Marat Kogut, Josue Nieves | NBA TV |
| Shabazz Napier 21 Greg Whittington 10 4 joueurs 2  | Boxscore | Points Rebonds Passes d.                | Mike Muscala 15 Mike Muscala 12 Muscala, Patterson 5 |                                         |  | Cox Pavilion, Paradise, Nevada Arbitres : Steven Anderson, Marat Kogut, Josue Nieves | NBA TV |

|                                                    | Boxscore | #21 Sacramento Kings 67, #12 Golden State Warriors 83 | #21 Sacramento Kings 67, #12 Golden State Warriors 83        | #21 Sacramento Kings 67, #12 Golden State Warriors 83 |  | Thomas & Mack Center, Paradise, Nevada Arbitres : Scott Twardoski, Tyler Ford, Greg Danridge | NBA TV |
| Score par quart-temps : 27–18, 20–22, 4–20, 16–23  | Boxscore |                                                       |                                                              |                                                       |  | Thomas & Mack Center, Paradise, Nevada Arbitres : Scott Twardoski, Tyler Ford, Greg Danridge | NBA TV |
| David Stockton 17 Eric Moreland 7 David Stockton 4 | Boxscore | Points Rebonds Passes d.                              | James Michael McAdoo 20 James Michael McAdoo 9 Aaron Craft 4 |                                                       |  | Thomas & Mack Center, Paradise, Nevada Arbitres : Scott Twardoski, Tyler Ford, Greg Danridge | NBA TV |

|                                                     | Boxscore | #20 Washington Wizards 86, #13 Utah Jazz 78 | #20 Washington Wizards 86, #13 Utah Jazz 78     | #20 Washington Wizards 86, #13 Utah Jazz 78 |  | Cox Pavilion, Paradise, Nevada Arbitres : Karl Lane, Jacyn Goble, Brandon Adair | NBA TV |
| Score par quart-temps : 33–18, 19–17, 22–23, 12-20  | Boxscore |                                             |                                                 |                                             |  | Cox Pavilion, Paradise, Nevada Arbitres : Karl Lane, Jacyn Goble, Brandon Adair | NBA TV |
| Scott Machado 17 Orlando Johnson 11 Scott Machado 8 | Boxscore | Points Rebonds Passes d.                    | Bryce Cotton 20 Trey Lyles 7 Jared Cunningham 5 |                                             |  | Cox Pavilion, Paradise, Nevada Arbitres : Karl Lane, Jacyn Goble, Brandon Adair | NBA TV |

|                                                    | Boxscore | #22 Dallas Mavericks 88, #11 Los Angeles Lakers 86 | #22 Dallas Mavericks 88, #11 Los Angeles Lakers 86  | #22 Dallas Mavericks 88, #11 Los Angeles Lakers 86 |  | Thomas & Mack Center, Paradise, Nevada Arbitres : Tre Maddox, CJ Washington, Ray Acosta | NBA TV |
| Score par quart-temps : 30–20, 20–18, 18–25, 20-23 | Boxscore |                                                    |                                                     |                                                    |  | Thomas & Mack Center, Paradise, Nevada Arbitres : Tre Maddox, CJ Washington, Ray Acosta | NBA TV |
| Jeremy Tyler 25 Jeremy Tyler 11 Powell, Pangos 4   | Boxscore | Points Rebonds Passes d.                           | Jabari Brown 19 Brown, Russell 6 D'Angelo Russell 5 |                                                    |  | Thomas & Mack Center, Paradise, Nevada Arbitres : Tre Maddox, CJ Washington, Ray Acosta | NBA TV |

|                                                             | Boxscore | #17 Chicago Bulls 91, #16 Cleveland Cavaliers 73 | #17 Chicago Bulls 91, #16 Cleveland Cavaliers 73 | #17 Chicago Bulls 91, #16 Cleveland Cavaliers 73 |  | Cox Pavilion, Paradise, Nevada Arbitres : Justin VanDuyne, Bharat Ram, Jason Baker | NBA TV |
| Score par quart-temps : 19–14, 22–19, 29–20, 21–20          | Boxscore |                                                  |                                                  |                                                  |  | Cox Pavilion, Paradise, Nevada Arbitres : Justin VanDuyne, Bharat Ram, Jason Baker | NBA TV |
| McDermott, Portis, Blue 16 Bobby Portis 10 Diante Garrett 6 | Boxscore | Points Rebonds Passes d.                         | D.J. Seeley 16 Jerrelle Benimon 8 Cook, Seeley 3 |                                                  |  | Cox Pavilion, Paradise, Nevada Arbitres : Justin VanDuyne, Bharat Ram, Jason Baker | NBA TV |

|                                                             | Boxscore | #18 Minnesota Timberwolves 77, #15 Portland Trail Blazers 82 | #18 Minnesota Timberwolves 77, #15 Portland Trail Blazers 82 | #18 Minnesota Timberwolves 77, #15 Portland Trail Blazers 82 |  | Thomas & Mack Center, Paradise, Nevada Arbitres : Kevin Cutler, Aaron Smith, Mitchell Ervin | NBA TV |
| Score par quart-temps : 19–26, 20–19, 20–18, 18–19          | Boxscore |                                                              |                                                              |                                                              |  | Thomas & Mack Center, Paradise, Nevada Arbitres : Kevin Cutler, Aaron Smith, Mitchell Ervin | NBA TV |
| Karl-Anthony Towns 20 Karl-Anthony Towns 10 Lorenzo Brown 4 | Boxscore | Points Rebonds Passes d.                                     | Noah Vonleh 16 Noah Vonleh 10 Tim Frazier 6                  |                                                              |  | Thomas & Mack Center, Paradise, Nevada Arbitres : Kevin Cutler, Aaron Smith, Mitchell Ervin | NBA TV |

#### Second tour
|                                                    | Boxscore | #24 Milwaukee Bucks 80, #8 Phoenix Suns 106 | #24 Milwaukee Bucks 80, #8 Phoenix Suns 106    | #24 Milwaukee Bucks 80, #8 Phoenix Suns 106 |  | Cox Pavilion, Paradise, Nevada Arbitres : Dedric Taylor, Ray Acosta, J.B. DeRosa | NBA TV |
| Score par quart-temps : 25–19, 27–31, 14–30, 14–26 | Boxscore |                                             |                                                |                                             |  | Cox Pavilion, Paradise, Nevada Arbitres : Dedric Taylor, Ray Acosta, J.B. DeRosa | NBA TV |
| Rashad Vaughn 17 Micheal Eric 9 Jorge Gutierrez 6  | Boxscore | Points Rebonds Passes d.                    | T.J. Warren 23 Alex Len 9 Harrellson, McNeal 5 |                                             |  | Cox Pavilion, Paradise, Nevada Arbitres : Dedric Taylor, Ray Acosta, J.B. DeRosa | NBA TV |

|                                                              | Boxscore | #12 Golden State Warriors 76, #5 New York Knicks 54 | #12 Golden State Warriors 76, #5 New York Knicks 54 | #12 Golden State Warriors 76, #5 New York Knicks 54 |  | Thomas & Mack Center, Paradise, Nevada Arbitres : JT Orr, Kyle Regetz, Sir Allen Conner | NBA TV |
| Score par quart-temps : 13–15, 21–7, 25–19, 17–13            | Boxscore |                                                     |                                                     |                                                     |  | Thomas & Mack Center, Paradise, Nevada Arbitres : JT Orr, Kyle Regetz, Sir Allen Conner | NBA TV |
| James Michael McAdoo 16 James Michael McAdoo 9 Aaron Craft 4 | Boxscore | Points Rebonds Passes d.                            | Jerian Grant 14 Maurice Ndour 6 Jerian Grant 3      |                                                     |  | Thomas & Mack Center, Paradise, Nevada Arbitres : JT Orr, Kyle Regetz, Sir Allen Conner | NBA TV |

|                                                    | Boxscore | #10 Brooklyn Nets 71, #7 San Antonio Spurs 74 | #10 Brooklyn Nets 71, #7 San Antonio Spurs 74       | #10 Brooklyn Nets 71, #7 San Antonio Spurs 74 |  | Cox Pavilion, Paradise, Nevada Arbitres : Karl Lane, John Butler, William Mensah | NBA TV |
| Score par quart-temps : 13–21, 15–15, 24–14, 19–24 | Boxscore |                                               |                                                     |                                               |  | Cox Pavilion, Paradise, Nevada Arbitres : Karl Lane, John Butler, William Mensah | NBA TV |
| Markel Brown 17 Cliff Alexander 13 Darius Adams 5  | Boxscore | Points Rebonds Passes d.                      | Kyle Anderson 21 Kyle Anderson 9 Jonathon Simmons 5 |                                               |  | Cox Pavilion, Paradise, Nevada Arbitres : Karl Lane, John Butler, William Mensah | NBA TV |

|                                                    | Boxscore | #22 Dallas Mavericks 104, #6 NBA D-League Select 88 | #22 Dallas Mavericks 104, #6 NBA D-League Select 88 | #22 Dallas Mavericks 104, #6 NBA D-League Select 88 |  | Thomas & Mack Center, Paradise, Nevada Arbitres : Ben Taylor, Jaston Carter, Jason Baker | NBA TV |
| Score par quart-temps : 17–20, 31–21, 33–27, 23–20 | Boxscore |                                                     |                                                     |                                                     |  | Thomas & Mack Center, Paradise, Nevada Arbitres : Ben Taylor, Jaston Carter, Jason Baker | NBA TV |
| Justin Anderson 23 Jeremy Tyler 11 Kevin Pangos 8  | Boxscore | Points Rebonds Passes d.                            | Justin Dentmon 31 Scotty Hopson 5 Scotty Hopson 4   |                                                     |  | Thomas & Mack Center, Paradise, Nevada Arbitres : Ben Taylor, Jaston Carter, Jason Baker | NBA TV |

|                                                    | Boxscore | #20 Washington Wizards 81, #4 New Orleans Pelicans 97 | #20 Washington Wizards 81, #4 New Orleans Pelicans 97 | #20 Washington Wizards 81, #4 New Orleans Pelicans 97 |  | Cox Pavilion, Paradise, Nevada Arbitres : Brent Barnaky, Aaron Smith, Phenizee Ransom | NBA TV |
| Score par quart-temps : 18–25, 23–24, 25–26, 15–22 | Boxscore |                                                       |                                                       |                                                       |  | Cox Pavilion, Paradise, Nevada Arbitres : Brent Barnaky, Aaron Smith, Phenizee Ransom | NBA TV |
| Scott Machado 17 Shawn Jones 11 Orlando Johnson 5  | Boxscore | Points Rebonds Passes d.                              | Seth Curry 26 Birch, Rudd 8 Larry Drew II 5           |                                                       |  | Cox Pavilion, Paradise, Nevada Arbitres : Brent Barnaky, Aaron Smith, Phenizee Ransom | NBA TV |

|                                                       | Boxscore | #14 Atlanta Hawks 82, #3 Denver Nuggets 73 | #14 Atlanta Hawks 82, #3 Denver Nuggets 73      | #14 Atlanta Hawks 82, #3 Denver Nuggets 73 |  | Thomas & Mack Center, Paradise, Nevada Arbitres : Lauren Holtkamp, AJ Desai, Charles Watson | NBA TV |
| Score par quart-temps : 18–15, 19–17, 24–24, 21–17    | Boxscore |                                            |                                                 |                                            |  | Thomas & Mack Center, Paradise, Nevada Arbitres : Lauren Holtkamp, AJ Desai, Charles Watson | NBA TV |
| Brandon Ashley 18 Terran Petteway 9 Terran Petteway 7 | Boxscore | Points Rebonds Passes d.                   | Erick Green 17 Joffrey Lauvergne 11 Ian Clark 8 |                                            |  | Thomas & Mack Center, Paradise, Nevada Arbitres : Lauren Holtkamp, AJ Desai, Charles Watson | NBA TV |

|                                                    | Boxscore | #17 Chicago Bulls 84, #1 Toronto Raptors 80 | #17 Chicago Bulls 84, #1 Toronto Raptors 80             | #17 Chicago Bulls 84, #1 Toronto Raptors 80 |  | Cox Pavilion, Paradise, Nevada Arbitres : Eric Dalen, Bharat Ramnanan, Greg Danridge | NBA TV |
| Score par quart-temps : 12–27, 19–17, 21–16, 32–20 | Boxscore |                                             |                                                         |                                             |  | Cox Pavilion, Paradise, Nevada Arbitres : Eric Dalen, Bharat Ramnanan, Greg Danridge | NBA TV |
| Doug McDermott 28 Doug McDermott 8 Garrett, Blue 4 | Boxscore | Points Rebonds Passes d.                    | Caboclo, Powell 15 Lucas Nogueira 16 Nogueira, Talton 4 |                                             |  | Cox Pavilion, Paradise, Nevada Arbitres : Eric Dalen, Bharat Ramnanan, Greg Danridge | NBA TV |

|                                                    | Boxscore | #15 Portland Trail Blazers 85, #2 Boston Celtics 91 | #15 Portland Trail Blazers 85, #2 Boston Celtics 91 | #15 Portland Trail Blazers 85, #2 Boston Celtics 91 |  | Thomas & Mack Center, Paradise, Nevada Arbitres : Jason Goldenberg, Vladimir Voyard-Tadal, Matthew Myers | NBA TV |
| Score par quart-temps : 28–23, 15–24, 16–21, 26–23 | Boxscore |                                                     |                                                     |                                                     |  | Thomas & Mack Center, Paradise, Nevada Arbitres : Jason Goldenberg, Vladimir Voyard-Tadal, Matthew Myers | NBA TV |
| James, Vonleh 20 Noah Vonleh 9 Tim Frazier 8       | Boxscore | Points Rebonds Passes d.                            | Terry Rozier 19 Jordan Mickey 11 R. J. Hunter 4     |                                                     |  | Thomas & Mack Center, Paradise, Nevada Arbitres : Jason Goldenberg, Vladimir Voyard-Tadal, Matthew Myers | NBA TV |

#### Tournoi de consolation
|                                                    | Boxscore | #23 Philadelphia 76ers 100, #9 Houston Rockets 96 | #23 Philadelphia 76ers 100, #9 Houston Rockets 96    | #23 Philadelphia 76ers 100, #9 Houston Rockets 96 |  | Cox Pavilion, Paradise, Nevada Arbitres : Marat Kogut, Brett Nansel, John Butler | NBA TV |
| Score par quart-temps : 22–24, 27–21, 27–23, 24–28 | Boxscore |                                                   |                                                      |                                                   |  | Cox Pavilion, Paradise, Nevada Arbitres : Marat Kogut, Brett Nansel, John Butler | NBA TV |
| JaKarr Sampson 24 Vince Hunter 11 Pierre Jackson 7 | Boxscore | Points Rebonds Passes d.                          | Montrezl Harrell 24 Alan Williams 21 Pierriá Henry 4 |                                                   |  | Cox Pavilion, Paradise, Nevada Arbitres : Marat Kogut, Brett Nansel, John Butler | NBA TV |

|                                                            | Boxscore | #21 Sacramento Kings 73, #19 Miami Heat 68 | #21 Sacramento Kings 73, #19 Miami Heat 68                | #21 Sacramento Kings 73, #19 Miami Heat 68 | OT | Thomas & Mack Center, Paradise, Nevada Arbitres : Dedric Taylor, Jason Goldenberg, Matthew Myers | NBA TV |
| Score par quart-temps : 9–27, 17–24, 27–4, 15–13, OT : 5–0 | Boxscore |                                            |                                                           |                                            | OT | Thomas & Mack Center, Paradise, Nevada Arbitres : Dedric Taylor, Jason Goldenberg, Matthew Myers | NBA TV |
| DeAndre Liggins 14 Eric Moreland 10 Stone, Stockton 5      | Boxscore | Points Rebonds Passes d.                   | Josh Richardson 23 Greg Whittington 10 Greg Whittington 4 |                                            | OT | Thomas & Mack Center, Paradise, Nevada Arbitres : Dedric Taylor, Jason Goldenberg, Matthew Myers | NBA TV |

|                                                    | Boxscore | #18 Minnesota Timberwolves 73, #16 Cleveland Cavaliers 78 | #18 Minnesota Timberwolves 73, #16 Cleveland Cavaliers 78 | #18 Minnesota Timberwolves 73, #16 Cleveland Cavaliers 78 |  | Cox Pavilion, Paradise, Nevada Arbitres : Justin VanDuyne, Mitchell Ervin, Phenizee Ransom | NBA TV |
| Score par quart-temps : 18–17, 21–12, 10–22, 24–27 | Boxscore |                                                           |                                                           |                                                           |  | Cox Pavilion, Paradise, Nevada Arbitres : Justin VanDuyne, Mitchell Ervin, Phenizee Ransom | NBA TV |
| Lorenzo Brown 19 Adreian Payne 15 Tyus Jones 4     | Boxscore | Points Rebonds Passes d.                                  | John Shurna 14 Shurna, Pointer 6 Cook, Pointer 3          |                                                           |  | Cox Pavilion, Paradise, Nevada Arbitres : Justin VanDuyne, Mitchell Ervin, Phenizee Ransom | NBA TV |

|                                                    | Boxscore | #13 Utah Jazz 84, #11 Los Angeles Lakers 78 | #13 Utah Jazz 84, #11 Los Angeles Lakers 78          | #13 Utah Jazz 84, #11 Los Angeles Lakers 78 |  | Thomas & Mack Center, Paradise, Nevada Arbitres : JT Orr, Jacyn Goble, Sir Allen Conner | NBA TV |
| Score par quart-temps : 13–12, 23–21, 27–23, 21–22 | Boxscore |                                             |                                                      |                                             |  | Thomas & Mack Center, Paradise, Nevada Arbitres : JT Orr, Jacyn Goble, Sir Allen Conner | NBA TV |
| Trey Lyles 20 Trey Lyles 9 Olivier Hanlan 3        | Boxscore | Points Rebonds Passes d.                    | D'Angelo Russell 21 Tarik Black 10 Jordan Clarkson 4 |                                             |  | Thomas & Mack Center, Paradise, Nevada Arbitres : JT Orr, Jacyn Goble, Sir Allen Conner | NBA TV |

|                                                    | Boxscore | #10 Brooklyn Nets 64, #6 NBA D-League Select 85 | #10 Brooklyn Nets 64, #6 NBA D-League Select 85      | #10 Brooklyn Nets 64, #6 NBA D-League Select 85 |  | Cox Pavilion, Paradise, Nevada Arbitres : Nick Buchert, CJ Washington, Jaston Carter | NBA TV |
| Score par quart-temps : 14–26, 15–23, 16–18, 19–18 | Boxscore |                                                 |                                                      |                                                 |  | Cox Pavilion, Paradise, Nevada Arbitres : Nick Buchert, CJ Washington, Jaston Carter | NBA TV |
| Josh Gasser 19 Akil Mitchell 11 Josh Gasser 5      | Boxscore | Points Rebonds Passes d.                        | Justin Dentmon 16 Daniel Coursey 12 Justin Dentmon 4 |                                                 |  | Cox Pavilion, Paradise, Nevada Arbitres : Nick Buchert, CJ Washington, Jaston Carter | NBA TV |

|                                                    | Boxscore | #24 Milwaukee Bucks 76, #5 New York Knicks 83 | #24 Milwaukee Bucks 76, #5 New York Knicks 83         | #24 Milwaukee Bucks 76, #5 New York Knicks 83 |  | Thomas & Mack Center, Paradise, Nevada Arbitres : Tre Maddox, Josue Nieves, William Mensah | NBA TV |
| Score par quart-temps : 18–22, 18–12, 17–28, 23–21 | Boxscore |                                               |                                                       |                                               |  | Thomas & Mack Center, Paradise, Nevada Arbitres : Tre Maddox, Josue Nieves, William Mensah | NBA TV |
| Rashad Vaughn 20 Micheal Eric 9 Jorge Gutierrez 5  | Boxscore | Points Rebonds Passes d.                      | Thanasis Antetokounmpo 17 Ricky Ledo 7 Jerian Grant 6 |                                               |  | Thomas & Mack Center, Paradise, Nevada Arbitres : Tre Maddox, Josue Nieves, William Mensah | NBA TV |

|                                                    | Boxscore | #20 Washington Wizards 97, #3 Denver Nuggets 89 | #20 Washington Wizards 97, #3 Denver Nuggets 89         | #20 Washington Wizards 97, #3 Denver Nuggets 89 |  | Cox Pavilion, Paradise, Nevada Arbitres : Tyler Ford, Gediminas Petraitis, AJ Desai | NBA TV |
| Score par quart-temps : 23–28, 15–22, 25–19, 34–20 | Boxscore |                                                 |                                                         |                                                 |  | Cox Pavilion, Paradise, Nevada Arbitres : Tyler Ford, Gediminas Petraitis, AJ Desai | NBA TV |
| Kelly Oubre 30 Shawn Jones 13 Traevon Jackson 6    | Boxscore | Points Rebonds Passes d.                        | Oleksiy Petcherov 21 Oleksiy Petcherov 8 Erick Green 10 |                                                 |  | Cox Pavilion, Paradise, Nevada Arbitres : Tyler Ford, Gediminas Petraitis, AJ Desai | NBA TV |

|                                                   | Boxscore | #15 Portland Trail Blazers 72, #1 Toronto Raptors 64 | #15 Portland Trail Blazers 72, #1 Toronto Raptors 64         | #15 Portland Trail Blazers 72, #1 Toronto Raptors 64 |  | Thomas & Mack Center, Paradise, Nevada Arbitres : Scott Twardoski, Brandon Adair, Charles Watson | NBA TV |
| Score par quart-temps : 25–24, 11–10, 17–22, 19–8 | Boxscore |                                                      |                                                              |                                                      |  | Thomas & Mack Center, Paradise, Nevada Arbitres : Scott Twardoski, Brandon Adair, Charles Watson | NBA TV |
| Andre Dawkins 24 Malcolm Thomas 10 Tim Frazier 7  | Boxscore | Points Rebonds Passes d.                             | Caboclo, Kyser 12 Kyser, Nogueira, Scrubb 7 Lucas Nogueira 3 |                                                      |  | Thomas & Mack Center, Paradise, Nevada Arbitres : Scott Twardoski, Brandon Adair, Charles Watson | NBA TV |

#### Quarts de finale
|                                                            | Boxscore | #7 San Antonio Spurs 95, #2 Boston Celtics 93 | #7 San Antonio Spurs 95, #2 Boston Celtics 93 | #7 San Antonio Spurs 95, #2 Boston Celtics 93 |  | Thomas & Mack Center, Paradise, Nevada Arbitres : Karl Lane, Vladimir Voyard-Tadal, Jacyn Goble | NBA TV |
| Score par quart-temps : 26–20, 18–25, 29–20, 22–28         | Boxscore |                                               |                                               |                                               |  | Thomas & Mack Center, Paradise, Nevada Arbitres : Karl Lane, Vladimir Voyard-Tadal, Jacyn Goble | NBA TV |
| Kyle Anderson 21 Lalanne, Scott 7 Graham, Lalanne, Scott 2 | Boxscore | Points Rebonds Passes d.                      | R. J. Hunter 21 James Young 9 Terry Rozier 4  |                                               |  | Thomas & Mack Center, Paradise, Nevada Arbitres : Karl Lane, Vladimir Voyard-Tadal, Jacyn Goble | NBA TV |

|                                                    | Boxscore | #22 Dallas Mavericks 83, #14 Atlanta Hawks 91 | #22 Dallas Mavericks 83, #14 Atlanta Hawks 91          | #22 Dallas Mavericks 83, #14 Atlanta Hawks 91 |  | Thomas & Mack Center, Paradise, Nevada Arbitres : Lauren Holtkamp, Brett Nansel, JB DeRosa | NBA TV |
| Score par quart-temps : 26–25, 13–21, 20–22, 26–25 | Boxscore |                                               |                                                        |                                               |  | Thomas & Mack Center, Paradise, Nevada Arbitres : Lauren Holtkamp, Brett Nansel, JB DeRosa | NBA TV |
| Justin Anderson 23 Dwight Powell 9 Dwight Powell 5 | Boxscore | Points Rebonds Passes d.                      | Glenn Robinson III 20 Mike Muscala 8 Lamar Patterson 5 |                                               |  | Thomas & Mack Center, Paradise, Nevada Arbitres : Lauren Holtkamp, Brett Nansel, JB DeRosa | NBA TV |

|                                                    | Boxscore | #17 Chicago Bulls 84, #8 Phoenix Suns 91 | #17 Chicago Bulls 84, #8 Phoenix Suns 91             | #17 Chicago Bulls 84, #8 Phoenix Suns 91 |  | Thomas & Mack Center, Paradise, Nevada Arbitres : Gediminas Petraitis, Mitchell Ervin, Josue Nieves | NBA TV |
| Score par quart-temps : 21–14, 18–21, 18–23, 26–32 | Boxscore |                                          |                                                      |                                          |  | Thomas & Mack Center, Paradise, Nevada Arbitres : Gediminas Petraitis, Mitchell Ervin, Josue Nieves | NBA TV |
| Bobby Portis 25 Bobby Portis 15 Ramon Galloway 6   | Boxscore | Points Rebonds Passes d.                 | T.J. Warren 31 Goodwin, James, Warren 6 Mike James 5 |                                          |  | Thomas & Mack Center, Paradise, Nevada Arbitres : Gediminas Petraitis, Mitchell Ervin, Josue Nieves | NBA TV |

|                                                         | Boxscore | #12 Golden State Warriors 91, #4 New Orleans Pelicans 100 | #12 Golden State Warriors 91, #4 New Orleans Pelicans 100 | #12 Golden State Warriors 91, #4 New Orleans Pelicans 100 |  | Thomas & Mack Center, Paradise, Nevada Arbitres : Scott Twardoski, CJ Washington, Brandon Adair | NBA TV |
| Score par quart-temps : 24–16, 22–29, 18–23, 27–32      | Boxscore |                                                           |                                                           |                                                           |  | Thomas & Mack Center, Paradise, Nevada Arbitres : Scott Twardoski, CJ Washington, Brandon Adair | NBA TV |
| Dominique Sutton 23 Kevon Looney 11 Craft, Stainbrook 4 | Boxscore | Points Rebonds Passes d.                                  | Seth Curry 24 Khem Birch 11 Larry Drew II 7               |                                                           |  | Thomas & Mack Center, Paradise, Nevada Arbitres : Scott Twardoski, CJ Washington, Brandon Adair | NBA TV |

#### Demi-finales
|                                                    | Boxscore | #14 Atlanta Hawks 68, #7 San Antonio Spurs 75 | #14 Atlanta Hawks 68, #7 San Antonio Spurs 75          | #14 Atlanta Hawks 68, #7 San Antonio Spurs 75 |  | Thomas & Mack Center, Paradise, Nevada Arbitres : Eric Dalen, Nick Buchert, Jason Goldenberg | NBA TV |
| Score par quart-temps : 23–11, 16–16, 12–28, 17–20 | Boxscore |                                               |                                                        |                                               |  | Thomas & Mack Center, Paradise, Nevada Arbitres : Eric Dalen, Nick Buchert, Jason Goldenberg | NBA TV |
| Lamar Patterson 16 Mike Muscala 8 Tomás Bellas 4   | Boxscore | Points Rebonds Passes d.                      | Kyle Anderson 22 Anderson, Simmons 8 Davies, Simmons 2 |                                               |  | Thomas & Mack Center, Paradise, Nevada Arbitres : Eric Dalen, Nick Buchert, Jason Goldenberg | NBA TV |

|                                                    | Boxscore | #8 Phoenix Suns 93, #4 New Orleans Pelicans 87 | #8 Phoenix Suns 93, #4 New Orleans Pelicans 87      | #8 Phoenix Suns 93, #4 New Orleans Pelicans 87 |  | Thomas & Mack Center, Paradise, Nevada Arbitres : Tre Maddox, Karl Lane, Tyler Ford | NBA TV |
| Score par quart-temps : 15–26, 30–16, 24–28, 24–17 | Boxscore |                                                |                                                     |                                                |  | Thomas & Mack Center, Paradise, Nevada Arbitres : Tre Maddox, Karl Lane, Tyler Ford | NBA TV |
| Devin Booker 31 Booker, Harrellson 9 Mike James 6  | Boxscore | Points Rebonds Passes d.                       | Bryce Dejean-Jones 25 Khem Birch 10 Larry Drew II 8 |                                                |  | Thomas & Mack Center, Paradise, Nevada Arbitres : Tre Maddox, Karl Lane, Tyler Ford | NBA TV |

#### Finale
|                                                    | Boxscore | #8 Phoenix Suns 90, #7 San Antonio Spurs 93 | #8 Phoenix Suns 90, #7 San Antonio Spurs 93            | #8 Phoenix Suns 90, #7 San Antonio Spurs 93 |  | Thomas & Mack Center, Paradise, Nevada Arbitres : Nick Buchert, Tre Maddox, Lauren Holtkamp | NBA TV |
| Score par quart-temps : 23–17, 16–22, 20–26, 31–28 | Boxscore |                                             |                                                        |                                             |  | Thomas & Mack Center, Paradise, Nevada Arbitres : Nick Buchert, Tre Maddox, Lauren Holtkamp | NBA TV |
| Mike James 32 Alex Len 13 Mike James 4             | Boxscore | Points Rebonds Passes d.                    | Jonathon Simmons 23 Brandon Davies 8 Anderson, Scott 4 |                                             |  | Thomas & Mack Center, Paradise, Nevada Arbitres : Nick Buchert, Tre Maddox, Lauren Holtkamp | NBA TV |

### Classement final
| #  | Équipe                 | MJ | V | D | PCT   | QT   |
| -- | ---------------------- | -- | - | - | ----- | ---- |
| 1  | San Antonio Spurs      | 7  | 6 | 1 | 85,7% | 16   |
| 2  | Phoenix Suns           | 7  | 5 | 2 | 71,4% | 17   |
| 3  | New Orleans Pelicans   | 6  | 5 | 1 | 83,3% | 16.5 |
| 4  | Atlanta Hawks          | 7  | 4 | 3 | 57,1% | 15.5 |
| 5  | Boston Celtics         | 5  | 4 | 1 | 80,0% | 13   |
| 6  | Golden State Warriors  | 6  | 3 | 3 | 50,0% | 13   |
| 7  | Chicago Bulls          | 6  | 3 | 3 | 50,0% | 13   |
| 8  | Dallas Mavericks       | 6  | 2 | 4 | 33,3% | 12   |
| 9  | New York Knicks        | 5  | 4 | 1 | 80,0% | 9.5  |
| 10 | Toronto Raptors        | 5  | 3 | 2 | 60,0% | 11.5 |
| 11 | NBA D-League Select    | 5  | 3 | 2 | 60,0% | 11   |
| 12 | Denver Nuggets         | 5  | 3 | 2 | 60,0% | 10.5 |
| 13 | Portland Trail Blazers | 6  | 3 | 3 | 50,0% | 12   |
| 14 | Brooklyn Nets          | 6  | 3 | 3 | 50,0% | 10   |
| 15 | Washington Wizards     | 6  | 3 | 3 | 50,0% | 8.5  |
| 16 | Milwaukee Bucks        | 6  | 1 | 5 | 16,7% | 10   |
| 17 | Utah Jazz              | 5  | 2 | 3 | 40,0% | 10.5 |
| 18 | Houston Rockets        | 5  | 2 | 3 | 40,0% | 9.5  |
| 19 | Cleveland Cavaliers    | 5  | 2 | 3 | 40,0% | 7    |
| 20 | Sacramento Kings       | 5  | 2 | 3 | 40,0% | 7    |
| 21 | Los Angeles Lakers     | 5  | 1 | 4 | 20,0% | 10   |
| 22 | Minnesota Timberwolves | 5  | 1 | 4 | 20,0% | 9    |
| 23 | Philadelphia 76ers     | 5  | 1 | 4 | 20,0% | 8    |
| 24 | Miami Heat             | 5  | 1 | 4 | 20,0% | 8    |

### Leaders statistiques
| Joueur            | Équipe                 | PTS  |
| ----------------- | ---------------------- | ---- |
| Seth Curry        | New Orleans Pelicans   | 24.3 |
| Zach LaVine       | Minnesota Timberwolves | 22.0 |
| Kyle Anderson     | San Antonio Spurs      | 21.0 |
| Oleksiy Petcherov | Denver Nuggets         | 21.0 |
| Alan Williams     | Houston Rockets        | 20.5 |

| Joueur         | Équipe           | REB  |
| -------------- | ---------------- | ---- |
| Alan Williams  | Houston Rockets  | 11.8 |
| Lucas Nogueira | Toronto Raptors  | 10.6 |
| Sim Bhullar    | Sacramento Kings | 10.0 |
| Alex Len       | Phoenix Suns     | 9.8  |
| Jordan Mickey  | Boston Celtics   | 9.6  |

| Joueur          | Équipe                 | PAD |
| --------------- | ---------------------- | --- |
| Larry Drew II   | New Orleans Pelicans   | 7.8 |
| Tim Frazier     | Portland Trail Blazers | 7.5 |
| Jorge Gutierrez | Milwaukee Bucks        | 6.2 |
| Emmanuel Mudiay | Denver Nuggets         | 5.8 |
| Delon Wright    | Toronto Raptors        | 5.5 |

### Honneurs
All-NBA Summer League First Team
- Kyle Anderson, San Antonio Spurs (MVP du tournoi)
- Seth Curry, New Orleans Pelicans
- Doug McDermott, Chicago Bulls
- Norman Powell, Toronto Raptors
- T. J. Warren, Phoenix Suns

All-NBA Summer League Second Team
- Emmanuel Mudiay, Denver Nuggets
- Larry Drew II, New Orleans Pelicans
- Noah Vonleh, Portland Trail Blazers
- Dwight Powell, Dallas Mavericks
- Alan Williams, Houston Rockets

MVP de la finale : Jonathon Simmons, San Antonio Spurs